# Dinastia Qing
Dinastia Qing (în chineză: 清朝; transliterat cu pinyin: Qing Chao, Wade - Giles: Ch'ing1 Ch'ao2; IPA: [ tɕ ʰ în tʂ ʰ ɑ̌ʊ̯ ] ), numită de asemenea și Imperiul Marelui Qing, Marele Qing sau Dinastia Manciu, a fost ultima dinastie imperială în China, guvernând intre anii 1644-1912 cu o restaurare scurtă și eșuată în 1917. Acesta a fost precedată de Dinastia Ming și urmată de Republica China. Imperiul multi-cultural Qing a durat aproape trei secole și a format baza teritorială pentru națiunea chineză modernă.
Dinastia a fost fondată de către clanul jurchen Aisin Gioro în nord-estul Chinei, în regiunea cunoscută sub numele de Manciuria. În secolul al XVI-lea, Nurhaci, inițial un vasal Ming, a început organizarea clanurilor Jurchen în „Steaguri", unități militaro-sociale și formând popor manciurian unitar. Din 1636, fiul său, Hong Taiji a început să „împingă” forțele Ming din sudul Manciuriei și a declarat o nouă dinastie, Qing. În 1644, rebelii chinezi conduși de Li Zicheng cuceresc capitala Ming, Beijing. Mai degrabă decât a se supune rebelilor, generalul Ming, Wu Sangui, a făcut o alianță cu manciurienii și a deschis Trecătoarea Shanhai Armatelor Steagurilor, conduse de Prințul Dorgon, care îi învinge pe rebelii și ocupă Beijing-ul. Cucerirea Chinei propriu-zise a fost finalizată în anul 1683 sub era împăratul Kangxi ( d. 1661-1722 ). Cele Zece Mari Campanii ale Împăratului Qianlong de la 1750 la 1790 au extins controlul Qing în Asia Centrală. În timp ce la început conducătorii au menținut cultura manciuriană, au guvernat folosind stiluri și instituții ale administrației publice birocratice confucianiste. Ei au păstrat examenele imperiale pentru recrutarea chinezilor Han, pentru a lucra în paralel cu manciurienii. Ei au adoptat, de asemenea, idealurile sistemului tributar în relațiile internaționale.
Perioada Qianlong (1735-1796) a văzut apogeul și declinul inițial al prosperității și de control imperial. Populația a crescut la aproximativ 400 milioane de oameni, dar taxele și veniturile guvernamentale au fost fixate la o rată scăzută, care a garantat în final o criză fiscală. Cu corupția care s-a ivit, rebelii au testat legitimitatea guvernului și elitele conducătoare nu și-au schimbat mentalitățile lor în fața schimbărilor de la nivel mondial. După Războiul Opiului, puterile europene au impus „tratate inegale", forțând comerțul liber, extrateritorialitate și Porturi Tratat aflate sub control străin. Rebeliunea Taiping (1849-1860) și revolte musulmane din Asia Centrală au dus la moartea a aproximativ 20 de milioane de oameni. În ciuda acestor dezastre, în Restaurarea Tongzhi din anii 1860, elitele chineze han s-au angrenat în apărarea ordinii confucianiste și dominație Qing. Câștigurile inițiale ale Mișcării de Auto-Consolidarea au fost distruse în Primul Război Sino-Japonez din 1895, în care Qing a pierdut influența asupra Coreei și posesia asupra Taiwanului. Au fost organizate noi armate, dar ambițioasa „Reforma de o sută de zile” din 1898 a fost anulată de către Împărăteasa văduvă Cixi, care a ajuns să domine sub perioada Xianfeng, perioada Tongzhi și, eventual, perioada Guangxu. Atunci când, ca răspuns la violențele anti-străine ale Yihetuan ("Boxeriilor") care au erupt, puterile străine au invadat China, silind Împărăteasa Văduvă ca să le declare război, rezultând într-o înfrângere dezastruoasă.
Guvernul a inițiat apoi reforme fiscale și administrative fără precedent, inclusiv alegeri, un nou cod de legi, și eliminarea Sistemului de Examinare. Sun Yat-sen și alți revoluționari au concurat cu reformatori, cum ar fi Liang Qichao și monarhiști, cum ar fi Kang Youwei de a transforma Imperiul Qing într-o națiune modernă. După moartea Împărătesei Văduve și a Împăratului în 1908, Curtea Manciuriană, intransigentă, a îndepărtat reformatorii și deopotrivă elitele locale. Revolte locale, începând cu data de 11 octombrie 1911, au condus la Revoluția din 1911. Ultimul împărat a abdicat pe 12 februarie 1912.

## Istorie

### Formarea statului Manchu
Dinastia Qing nu a fost fondată de către chinezii han, care formează majoritatea populației chineze, ci de un popor semi-sedentar, cunoscut sub numele de Jurchen, un popor tungus, care a trăit în jurul regiunii care cuprinde azi provinciile chineze Jilin și Heilongjiang. Ceea ce avea să devină statul Manchu a fost fondat de către Nurhaci, căpetenia unui trib Jurchen minor - Aisin Gioro - în Jianzhou în secolul al VII-lea. Inițial, un vasal al împăraților Ming, Nurhaci s-a angajat într-un conflict inter- tribal în 1582, care a escaladat într-o campanie pentru a unifica triburile din jur. Prin 1616, el a consolidat suficient Jianzhoul, astfel încât să fie în măsură să se proclame Khan (Lider/Conducator) al Marelui Jin cu referire la dinastia precedentă Jin (1115-1234) jurchenă.
Doi ani mai târziu, Nurhaci proclama Cele Șapte Plângeri, și în mod deschis renunță la suzeranitatea față de Dinastia Ming, în scopul de a finaliza unificarea acestor triburi Jurchen, încă aliate cu împăratul Ming. După o serie de lupte victorioase, el a mutat capitala de la Hetu Ala la orașele capturate ale dinastiei Ming în Provincia Peninsula Liaodong, prima dată la Liaoyang în 1621, apoi la Shenyang (Mukden) în 1625.
Relocarea curții sale de la Jianzhou la Liaodong furnizează lui Nurhaci acces la mai multe resurse, de asemenea, îl aduce mai aproape de domeniile mongole din câmpiile din Mongolia. Națiunile mongole, odată unite sub o singură națiune, erau acum fragmentate în triburi individuale și ostile; aceste triburi prezentau încă o amenințare gravă la securitatea frontierelor Ming. Politica lui Nurhaci față de mongoli a fost de a căuta prietenia și cooperarea lor împotriva Ming-ului, securizarea frontierei sale de vest, de către un potențial inamic puternic.

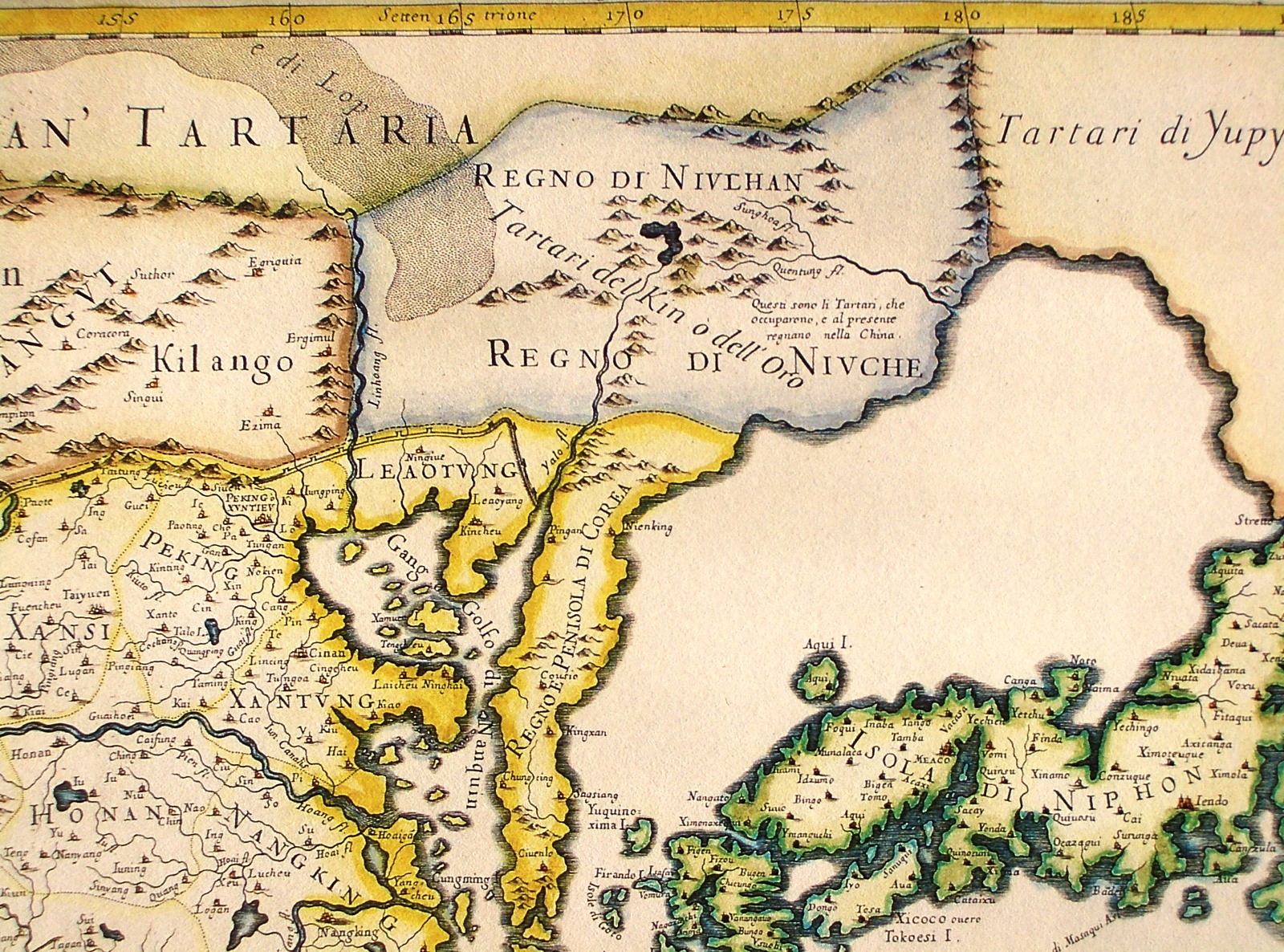
Regatul fondat de Nurhaci, pe o veche hartă italiană din sec. al XVII-lea

Mai mult decât atât, mongolii s-au dovedit un aliat util în război, împrumutându-le Jurchenilor din cavaleria lor de arcași. Pentru a întări această nouă alianță, Nurhaci a inițiat o politică de inter- căsătorii între nobilii jurchen și mongoli, în timp ce aceia care s-au opus, s-au întâlnit cu o acțiune militară. Acesta este un exemplu tipic de inițiativă al lui Nurhaci, care în cele din urmă a devenit politica oficială a guvernului Qing. În cea mai mare parte a perioadei dinastiei Qing, mongolii au oferit asistență militară pentru manciurienii.
Unele dintre contribuțiile importante ale lui Nurhaci includ comandarea creării Alfabetului Manciurian, bazat pe scrierea mongolă, astfel încât să se evite fosta scriere jurchenă, care a fost derivată din scrierea Khitană și chineză. De asemenea și crearea sistemului administrativ civil și militar, care în cele din urmă a evoluat în Opt Steaguri, elementul definitoriu al identității Manciuriene și fundamentul pentru transformarea triburilor jurchene risipite într-o națiune.
Serie neîntreruptă a lui Nurhaci de succese militare, a ajuns la un sfârșit în ianuarie 1626, când a fost învins de către Yuan Chonghuan în timp ce pregătea asediul orașului Ningyuan. El a murit câteva luni mai târziu și a fost succedat de către al optulea său fiu, Hong Taiji.
Deși Hong Taiji a fost un lider cu experiență și comandantul a două Steaguri, domnia sa nu a început bine pe front militar în momentul succesiunii. Jurchenii au suferit încă o înfrângere în 1627, de la Yuan Chonghuan. Ca și mai înainte, această înfrângere a fost, în parte, datorită tunurilor portugheze dobândite de curând de către Ming.

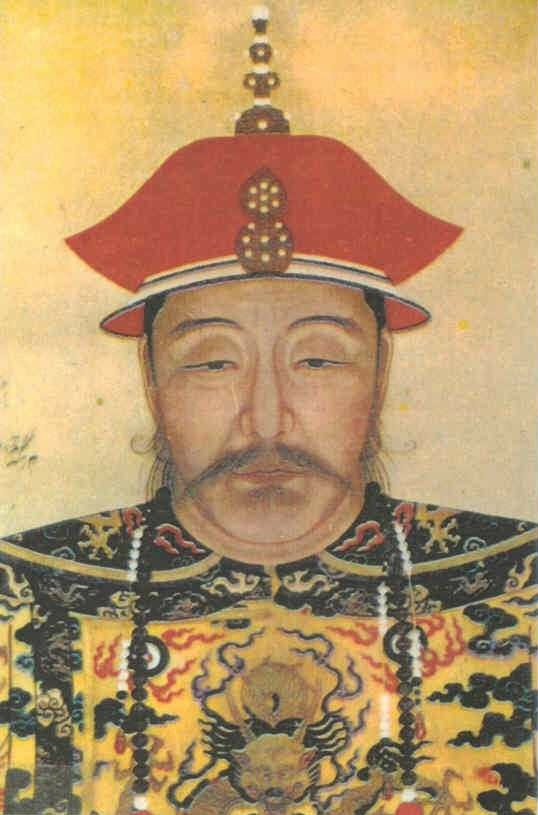
Nurhaci / Taizu al Qingului -- 21 februarie 1559 - 30 septembrie 1626

Pentru a remedia diferențele tehnologice și numerice, Hong Taiji, în 1634, a creat propriul său corp de artilerie, chooha ujen, din rândul trupelor
Han, care au turnat propriile tunuri, urmând modelul european, cu ajutorul metalurgiștilor din China. În 1635, aliații mongoli ai manciurienilor au fost incluși în totalitate într-o ierarhie separata sub comanda directă a manciurienilor. În 1636 Hong Taiji invadează pentru a doua oară Peninsula Coreeană.
Aceasta a fost urmată de crearea primelor două Steaguri Han în 1637 (în creștere la opt în 1642). Împreună, aceste reforme militare i-au permis lui Hong Taiji să obțină victorii răsunătoare contra dinastiei Ming în bătăliile dintre 1640-1642 (Bătălia de la Songjin) pentru teritoriile Songshan și Jinzhou. Această victorie finală a dus la predarea multora dintre trupele de elită ale dinastiei Ming, urmată de moartea lui Yuan Chonghuan de mâinile Împăratului Chongzhen (care credea că Yuan l-a trădat) și de retragerea completă și permanentă a forțelor Ming, rămase la nord de Marele Zid Chinezesc.
Între timp, Hong Taiji a instituit un sistem birocratic rudimentar bazat pe modelul Ming. El a stabilit șase trepte sau ministere la nivel executiv, în 1631, pentru a supraveghea finanțele, personalul, riturile, armata, pedepsele și lucrările publice. Cu toate acestea, aceste organe administrative au avut inițial un rol puțin însemnat, ele devenind de bază abia un deceniu mai târziu când au avut în totalitate roluri guvernamentale.

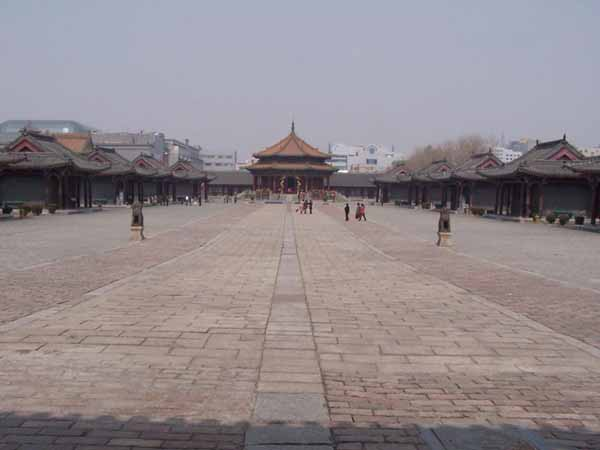
În 1621, Nurhaci a început construirea unui nou palat pentru capitala dinastiei sale, în Mukden

În birocrația lui Hong Taiji au fost incluși mulți etnici han, inclusiv mai mulți funcționari Ming recent capitulați. Dominația manciurienilor s-a păstrat însă pentru funcțiile de frunte. Domnia lui Hong Taiji a văzut, de asemenea, o schimbare fundamentală a politicii sale față de supușii han din China. Nurhaci îi trata pe etnicii Han din Liaodong diferit, în funcție de cât de multe cereale dețineau: cei cu mai puțin de 5 - 7 unități erau tratați ca sclavi, în timp ce aceia cu mai mult de atât erau răsplătiți cu pământ. Datorită revoltei hanilor din Liaodong, în 1623, Nurhaci, care în prealabil făcuse concesii cuceriților săi supuși din Liaodong, s-a întors împotriva lor și a dispus politici discriminatoare și execuții, considerând că aceștia nu sunt de încredere. Excepție făceau cei din Jilin, care fuseseră asimilați înainte de 1618. Aceștia erau tratați ca egali cu jurchenii și nu ca pe niște cuceriți. Însa Hong Taiji i-a încorporat în „națiunea” Jurchen, la fel ca pe niște cetățeni deplini, dar nu de înalta societate, fiind obligați să presteze serviciul militar. Prin 1648, mai puțin de o șesime din stegari erau manciurieni.
Această schimbare de politică a crescut nu numai forța de muncă a lui Hong Taiji, dar a și redus dependența militară de steagurile ce nu se aflau sub controlul său personal, de asemenea, a încurajat foarte mult alți supuși han din China dinastiei Ming să se predea și să accepte guvernarea jurchenă, atunci când au fost învinși în lupte. Prin acestea și alte măsuri, Hong Taiji a fost capabil de a centraliza puterea Khan-ului, împiedicând astfel ca pe termen lung, după moartea sa, federația Jurchen să se fragmenteze.
Unul dintre evenimentele definitorii ale domniei lui Hong Taiji a fost adoptarea oficială a numelui "Manciu", pentru populațiile Jurchen unite, în noiembrie 1635. În anul următor, atunci când i s-a prezentat Sigiliul Imperial din China al dinastiei Yuan, după înfrângerea ultimului khan al mongolilor, Hong Taiji își redenumește statul din „Marele Jin” în „Marele Qing" și ridică poziția sa de la khan la împărat, sugerând ambiții imperiale, dincolo unificarea teritoriilor manciuriene .

### Revendicarea Mandatului Cerului
Hong Taiji a murit subit în septembrie 1643, fără un moștenitor desemnat. Jurchenii aveau, în mod tradițional, desemnarea liderului printr-un consiliu de nobili, statul Qing nu a avut un sistem clar de succesiune, până la domnia Împăratului Kangxi. Cei mai importanți pretendenți pentru putere în acel moment au fost fiul cel mare al lui Hong Taiji, Hooge, și fratele vitreg al lui Hong Taiji, Dorgon. A fost ales un candidat de compromis, în persoana fiului în vârstă de cinci ani al lui Hong Taiji, Fulin, care a fost instalat ca Împăratul Shunzhi, cu Dorgon ca regent și lider de facto a națiunii Manciuriene.

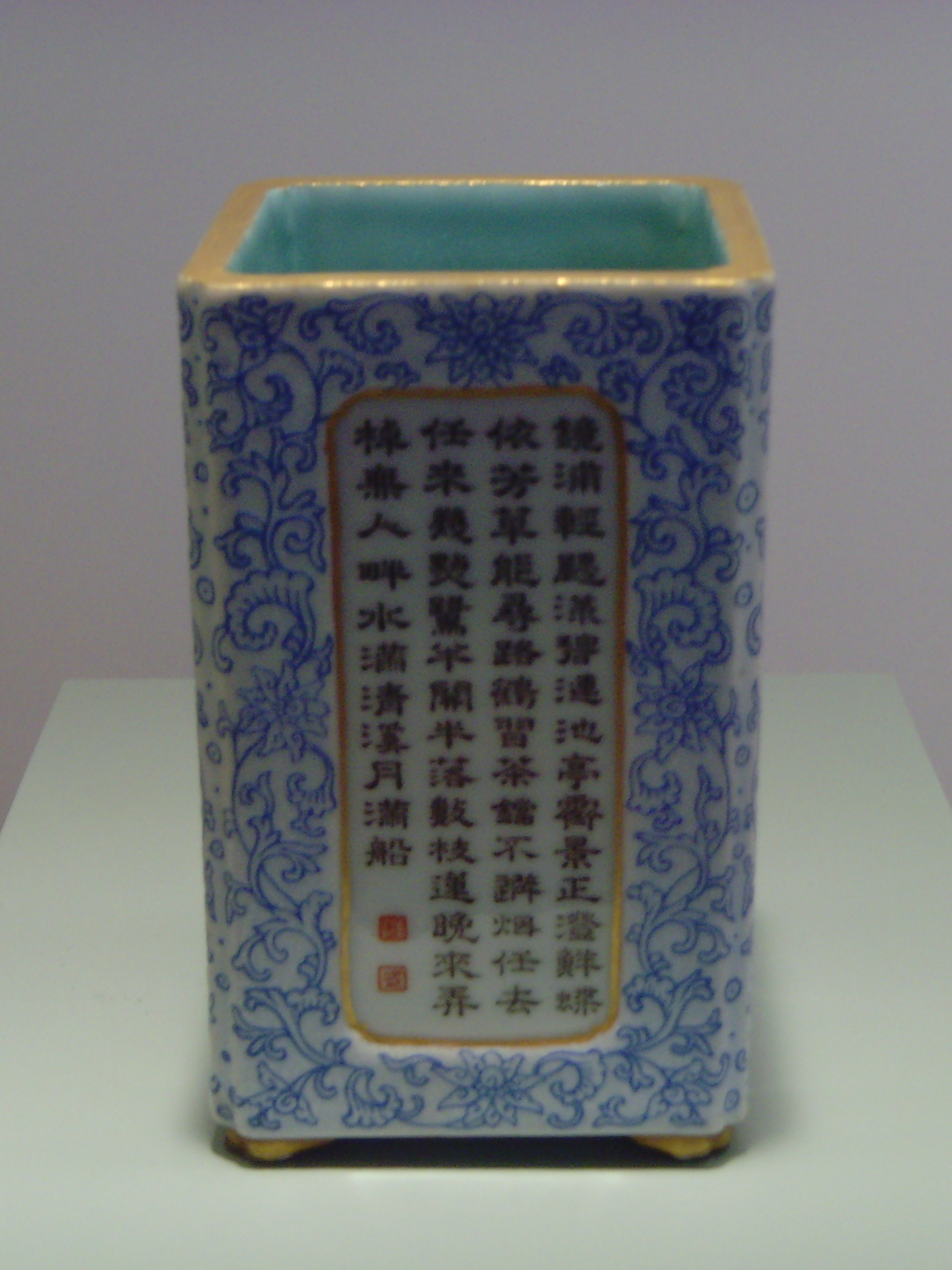
Era Qing, container pentru pensule

Funcționarii guvernamentali Ming au luptat unul împotriva celuilalt , față de colapsul fiscal , și față de o serie de revolte țărănești. Ei au fost în imposibilitatea de a valorifica disputa de succesiune manciuriană și instalarea unui minor ca împărat. În aprilie 1644, capitala Beijing a fost capturata de către o coaliție de forțe rebele conduse de Li Zicheng, un fost funcționar minor Ming (dupa alte surse un tăran iar mai apoi negustor). Ultimul împărat Ming, Chongzhen, se sinucide în momentul ocupării orașului, marcând astfel sfârșitul oficial al dinastiei.
Li Zicheng a condus apoi o coaliție de forțe rebele de 200.000 de soldați (cifră oarecum contestată, unii istorici estimând o armată de 100.000 de soldați) pentru a-l înfrunta pe generalul Wu Sangui, comandant al garnizoanei Ming de la Trecătoarea Shanhai. Trecatoarea Shanhai este o trecătoare esențială a Marelui Zid Chinezesc, situată la 80 km nord-est de Beijing, și de ani de zile a fost apărarea ce i-a împiedicat pe manciurieni să atace direct capitala Ming-ului. Wu Sangui, prins între o armată de rebeli de două ori mai numeroasă decât a lui și un dușman extern cu care lupta de câțiva ani, a decis să se alieze cu manciurienii cu care era mai familiar. Wu Sangui ar fi fost influențat de relele tratamente ale rebelilor fata de familia sa și a altor funcționari bogați și erudiți. Se spune că Li a luat-o pe concubina lui Wu, Chen Yuanyuan, pentru a o face consoarta sa. Armatele lui Wu și Dorgon s-au unit în numele răzbunării morții Împăratului Chongzhen. Împreună, cei doi foști inamici s-au întâlnit și au învins forțele rebele ale lui Li Zicheng în Bătălia de la Trecătoarea Shanhai, pe 27 mai 1644.
Armatele lui Wu și a manciurienilor au capturat Beijingul la data de 6 iunie. Împăratul Shunzhi a fost instalat ca suveran chinez (Fiul Cerului) pe data de 30 octombrie. Manciurienii care s-au arătat drept moștenitori politici ai împăratului Ming-ului, înfrângându-l pe rebelul Li Zicheng, au completat actul simbolic de tranziție imperială ținând o înmormântare oficială pentru împăratul Chongzhen. Cu toate acestea, procesul de cucerire a restului teritoriului a luat încă șaptesprezece ani de luptă contra loialiștilor Ming, pretendenți și rebeli . Ultimul pretendent Ming, Zhu Youlang (Prințul Gu), a căutat refugiu la regele Myanmar-ului, dar a fost predat armatei expediționară a Qing-ului, condusă de Wu Sangui, care l-a adus înapoi în provincia Yunnan și l-a executat la începutul anului 1662.
Primii șapte ani de domnie ai Împăratului Shunzhi au fost dominați de către prințul regent Dorgon. Din cauza propriei sale nesiguranțe politice, Dorgon urmat exemplul lui Hong Taiji de a guverna în numele împăratului, în detrimentul prinților manciurieni rivali, dintre care mulți au fost deposedați sau închiși sub un pretext sau altul. Deși perioada de regență a lui a fost relativ scurtă, Dorgon a lăsat o moștenire importantă.
În primul rând, manciurienii au intrat în "China propriu-zisă", deoarece Dorgon a răspuns decisiv la cererea lui Wu Sangui. Apoi, după capturarea Beijingului, în loc de a jefui orașul precum rebelii făcuseră mai inainte, Dorgon a insistat , peste toate protestele prinților manciurieni, pentru a face Beijingul capitala dinastică și reconfirmarea în poziții a mai multor funcționari Ming. Alegerea Beijingului drept capitală nu a fost o decizie simplă, deoarece nicio dinastie importantă chineză nu a adoptat imediat capitala dinastiei predecesoare. Menținerea capitalei Ming și a birocrației intactă, a contribuit la stabilizarea rapidă a regimului și a accelerat cucerirea restului țării. Cu toate acestea, nu toate politicile lui Dorgon au fost la fel de populare sau ușor de implementat .
Dorgon emite în iulie 1645 un controversat edict („ordinul de tuns părul"), adulții chinezi han erau forțați să-și radă partea din față a scalpului și să își înfășoare părul rămas într-o coadă, sub pedeapsa cu moartea în caz de refuz. Descrierea populară a fost: "pentru a ține părul, pierzi capul; pentru a-ți ține capul, tăiat părul". Pentru manciurieni această politică a fost un test de loialitate a chinezilor și un ajutor în a diferenția un supus de un răzvrătit. Pentru chinezii Han, a fost un procedeu umilitor, de supremație Qing, care a contestat valorile tradiționale confucianiste. Ordinul a declanșat o rezistență puternică față de guvernarea Qing în Jiangnan și a dus la uciderea masivă de etnici han. Li Chengdong, un general chinez Han, care a deservise dinastia Ming, dar s-a predat Qing-ului, a ordonat trupelor să efectueze trei masacre separate, în orașul Jiading timp de o lună, rezultând zeci de mii de decese. La sfârșitul celui de al treilea masacru, era greu de găsit o persoana vie in tot orașul.
La 31 decembrie 1650, Dorgon a murit brusc în timpul unei expediții de vânătoare, marcând începutul oficial al guvernării personale a împăratului Shunzhi. Pentru că împăratul avea doar 12 ani în acel moment, cele mai multe decizii au fost făcute în numele său de către mama sa, Împărăteasa văduvă Xiaozhuang, care s-a dovedit a fi un politician iscusit .
Deși sprijinul lui Dorgon fusese esențial pentru ascensiunea lui Shunzhi, Dorgon a avut de-a lungul anilor centralizată atât de multă putere în mâinile sale, încât să devină o amenințare directă la tron. Atât de mult încât, la moartea sa, i s-a dat titlul postum de Împăratul Yi, singura dată in istoria Qingului când un prinț a fost atât de onorat. După două luni de la preluarea puterii de către Shunzhi, Dorgon fost nu numai deposedat de titlurile sale, dar cadavrul său a fost deshumat și mutilat. 
După un început promițător, domnia lui Shunzhi a fost scurtată de moartea sa timpurie în 1661, la vârsta de douăzeci și patru de ani de variola. El a fost succedat de al treilea său fiu Xuanye, care a domnit ca Împăratul Kangxi.

### Domnia și consolidarea Împăratului Kangxi

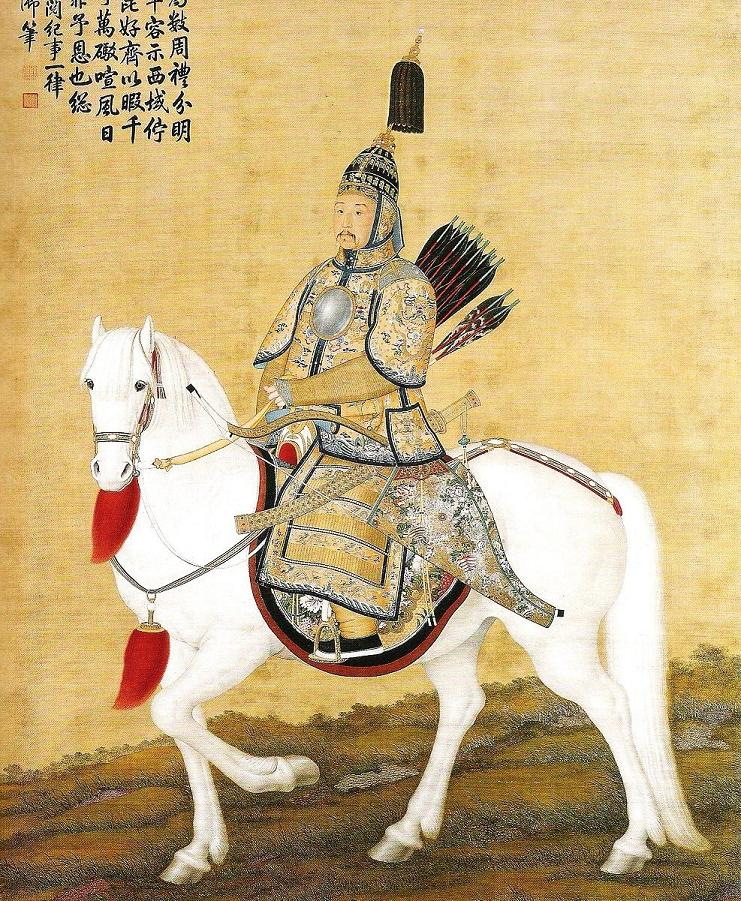
Împăratul Kangxi

Șaizeci și unu de ani de domniei ai Împăratului Kangxi au fost (oficial) cei mai lungi din istorie. Domnia Împăratului Kangxi este, de asemenea, sărbătorită ca începutul unei ere cunoscute sub numele de "Mareția Qing", în care dinastia a ajuns la apogeul puterii sale sociale, economice și militare. Domnia lungă a Împăratului Kangxi a început când avea opt ani, la dispariția prematură a tatălui său. Pentru a preveni repetarea monopolizării de putere a lui Dorgon, din timpul regenței Împăratul Shunzhi, pe patul de moarte, a numit în grabă patru miniștri de rang înalt pentru a guverna în numele tânărului său fiu. Cei patru miniștri - Sonin, Ebilun, Suksaha, și Oboi - au fost aleși pentru serviciul lor pe termen lung, dar, de asemenea, pentru a contracara influențele reciproce. Cel mai important era faptul că cei patru nu au fost înrudiți cu familia imperială și nu aveau nicio pretenție la tron. Totuși, cu trecerea timpul, prin șansă și uneltire, Oboi, cel mai tânăr dintre cei patru dobândește o dominare politică încât să devină astfel o potențială amenințare. Chiar dacă loialitatea lui Oboi nu a fost niciodată o problemă, aroganța lui personală și conservatorismul politic, l-au dus într-un conflict cu tânărul împărat. În 1669 Împăratul Kangxi il dezarmează și întemnițează pe Oboi - o victorie semnificativă pentru un împărat în vârstă de cincisprezece ani, asupra unui politician viclean și militar experimentat.
Primii conducători Manciurieni au stabilit doua fundații de legitimitate, care ajuta la explicare stabilității dinastiei lor. Prima a fost a instituțiilor birocratice și culturale ale neo-confucianismului ce fuseseră adoptate de către dinastiile anterioare. Conducătorii manciurieni și elitele erudite de învățați chinezi han ajung treptat la un acord unii cu ceilalți. Sistemul de examinare a oferit o cale pentru etnicii Han de a deveni funcționari. Patronajul Imperial al Dicționarului Kangxi a demonstrat respect pentru învățăturile confucianiste, în timp ce Edictul Sacru din 1670 a lăudat în mod eficient valorile familiei confucianiste. Cea de a doua sursă majoră de stabilitate a fost aspectul central-asiatic al identității manciuriene, care le-a permis să facă apel la constituenții mongoli, tibetani sau uiguri. Conducătorii Qing au fost simultan împărați ai chinezilor han, khani manciurieni, și conducători budiști înțelepți, patroni ai budismului tibetan, pentru zonele nou cucerite din Asia Centrală.

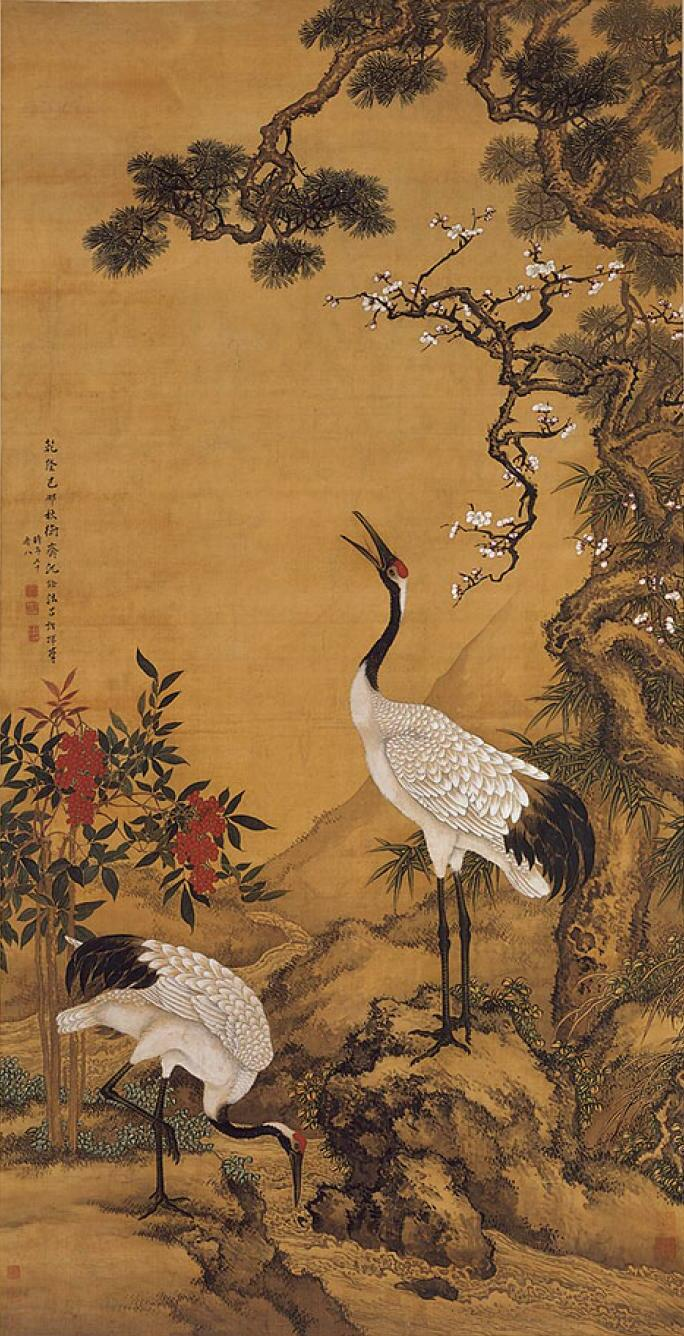
Pin, prune și cocor, 1759, pictată de Shen Quan (1682-1760). Cerneală și culoare pe mătase, Muzeul Palatului, Beijing

Împăratul Kangxi a salutat, de asemenea, prezența la curte a misionarilor iezuiți, prezenți în China încă din timpul Dinastiei Ming. Misionarii, inclusiv Tomás Pereira , Martino Martini, Johann Adam Schall von Bell, Ferdinand Verbiest și Antoine Thomas au deținut funcții importante în calitate de experți de arme, matematicieni, cartografi, astronomii și consilieri ai împăratului. Relația de încredere a fost însă pierdută în „Controversa Riturilor” de mai târziu.
Cu toate acestea controlul Mandatului Cerului, a fost o sarcină descurajantă. Vastitatea teritoriului Chinei însemna că existau suficiente trupe de garnizoană doar pentru orașele cheie. Trupe ce formau coloana vertebrală a unei rețele de apărare, care s-a bazat foarte mult pe soldații Ming ce se predaseră. În plus, trei generali Ming, ce s-au predat, au fost distinși pentru contribuțiile lor la stabilirea dinastiei Qing, înnobilați ca prinții feudali (藩王), și având drept de conducere peste vaste teritorii din sudul Chinei. Cel mai important dintre aceștia a fost Wu Sangui, căruia i-au fost date provinciile Yunnan și Guizhou, în timp ce generalilor Shang Kexi și Geng Jingzhong li s-au dat provinciile Guangdong și Fujian.
Pe masură ce anii au trecut, cei trei lorzi feudali și teritoriile lor extinse au devenit din ce în ce autonomi. În cele din urmă, în 1673, Shang Kexi cerut Împăratului Kangxi permisiunea de a se retrage în orașul său natal din provincia Liaodong și sa fie numit fiul său ca succesor al său. Tânărul împărat a acordat pensionarea sa, dar a refuzat ereditatea fiefului său . În consecință, ceilalți doi generali au decis să adreseze petiții pentru propriile lor pensionări, pentru a testa hotărârea Împăratului Kangxi, gândindu-se că el nu ar risca sa îi ofenseze. Mișcarea eșuează, tânărul împărat acceptă cererilor lor de retragere, dar dispune ca toate cele trei fiefuri să revină autorității imperiale.
Confruntându-se cu deposedarea puterii lor, Wu Sangui, căruia i se alătură mai târziu Geng Zhongming și fiul lui Shang Kexi, Shang Zhixin, au considerat că nu au avut de ales, decât să se revolte. Revolta Celor Trei Feudali a durat timp de opt ani. Wu a încercat, în cele din urmă în zadar, să reaprindă zelul loialiștilor Mingului de Sud, prin restaurarea obiceiurilor Ming, prin care dispune ca sa fie tăiate cozile de par și declarându-se împărat a unei noi dinastii. La apogeul revoltei, rebelii aveau controlul extins pană la nord de fluviul Yangtze, aproape de stabilirea unei Chine divizate. 
Wu apoi a ezitat să meargă mai departe spre nord, nefiind capabil să-și coordoneze strategiile cu aliații săi, iar Împăratul Kangxi a reușit să-și unifice forțele pentru un contraatac condus de o nouă generație de generali Manciurieni. Din 1681 guvernul Qing a stabilit controlul asupra sudui Chinei, devastat de conflicte, însă a avut nevoie de mai multe decenii pentru a se recupera.
Pentru a extinde și consolida controlul dinastiei în Asia Centrală, Împăratul Kangxi a condus personal o serie de campanii militare împotriva Dzungarilor din Mongolia. Împăratul Kangxi a fost capabil de a expulza cu succes forțele invadatoare ale lui Galdan din aceste regiuni, care au fost apoi încorporate în imperiu. Galdan a fost în cele din urmă ucis în Primul război Oirat-Manciurian. În 1683, forțele Qing au luat Taiwan-ul de la Zheng Keshuang, nepotul de Koxinga, care cuceriseră insula de la coloniștii olandezi, folosind-o ca o bază împotriva Qing. Câștigând în Taiwan forțele Împăratului Kangxi s-au antrenat într-o serie de lupte peste Albazin, avanpostul din Orientul Îndepărtat al Imperiului Rus. Tratatul de la Nerchinsk din 1689 a fost primul tratat oficial chinez cu o putere europeană și a păstrat frontiera pașnică pentru cea mai mare parte a două proxime secole. După moartea lui Galdan, urmașii săi, ca adepți ai budismului tibetan, au încercat să controleze alegerea următorului Dalai Lama. Împăratul Kangxi a trimis două armate la Lhasa, capitala Tibetului, și a instalat un Dalai Lama favorabil dinastiei la Qing.
Până la sfârșitul secolului al 17-lea, China a fost la cea mai mare înălțime de încredere și de control politic de la dinastia Ming încoace.

### Domniile Împăratului Yongzheng și Împăratului Qianlong
Domnia Împăratului Yongzheng (d. 1723-1735) și a fiului său, Împăratul Qianlong (d. 1735-1796), au marcat apogeul puterii dinastiei Qing. În această perioadă, Imperiul Qing domnea peste 13 milioane de kilometri pătrați de teritoriu.

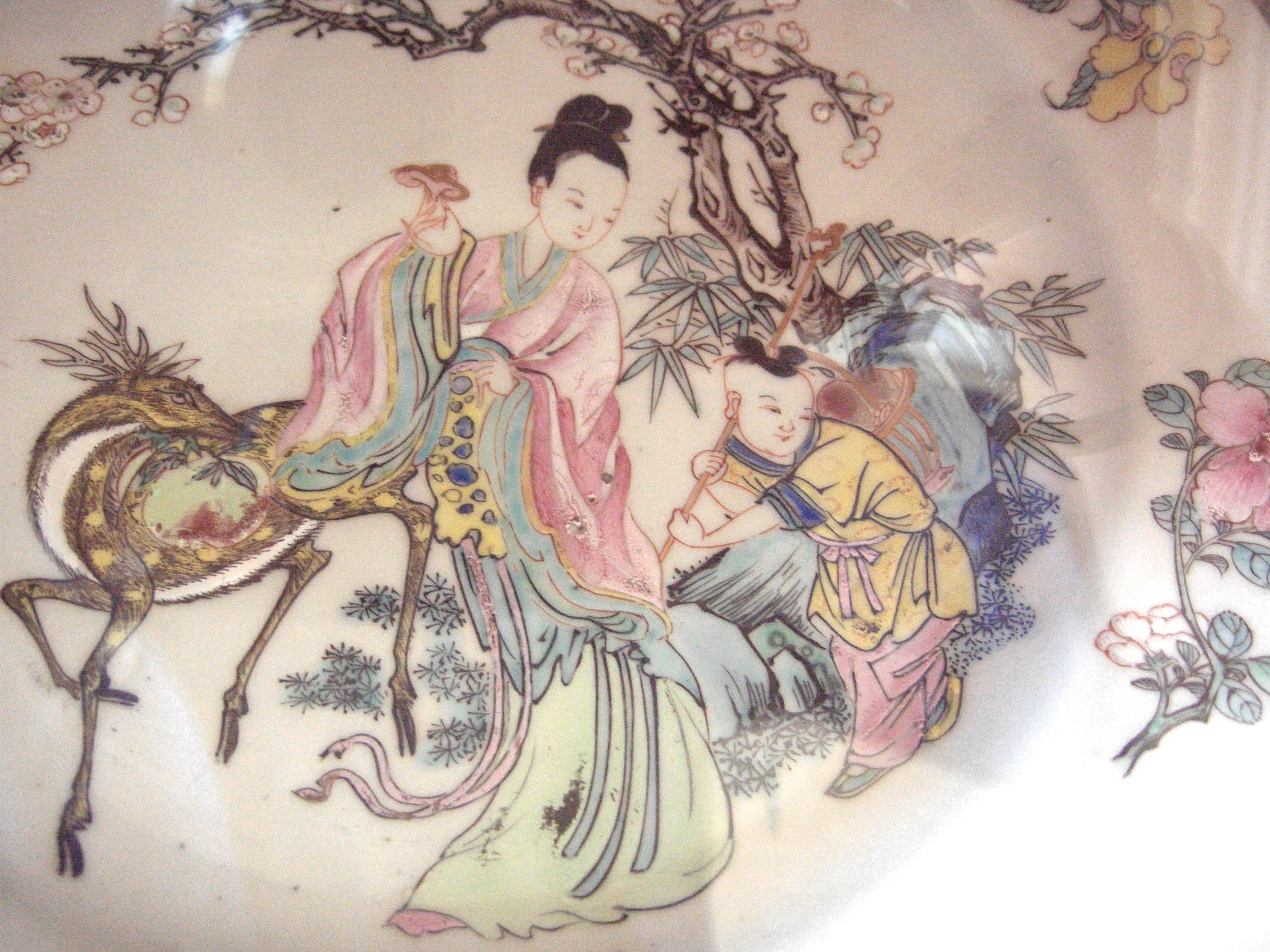
Xi Wangmu ("Regina Mamă a Occidentului"), o zeitate taoistă, decor pe o farfurie, Dinastia Manciu, porțelan, stil famille-rose, perioada Yongzheng, 1725 d.Hr.

După moartea Împăratului Kangxi în iarna anului 1722, al patrulea fiu al său, prințul Yong (雍 亲王), a devenit Împăratul Yongzheng. În ultimii ani ai domniei Kangxi, Împăratul Yongzheng și frații lui au luptat pentru tron, și au existat zvonuri că Împăratul Yongzheng a uzurpat tronul, o teorie pentru care există puține dovezi. De fapt, tatăl său avea încredere în el, încredințându-i probleme politice delicate și a discutat politica de stat cu el. Când Împăratul Yongzheng a venit la putere, la vârsta de 45 de ani, el a simțit un sentiment de urgență cu privire la problemele care s-au acumulat în ultimii ani ai tatălui său și nu a avut nevoie de instruire în modul de exercitare a puterii. În cuvintele unui istoric recent, a fost "sever, suspicios, gelos, dar extrem de capabil și plin de resurse" și în cuvintele altui istoric, s-a dovedit a fi un "timpuriu fondator al unui stat modern de prim rang".

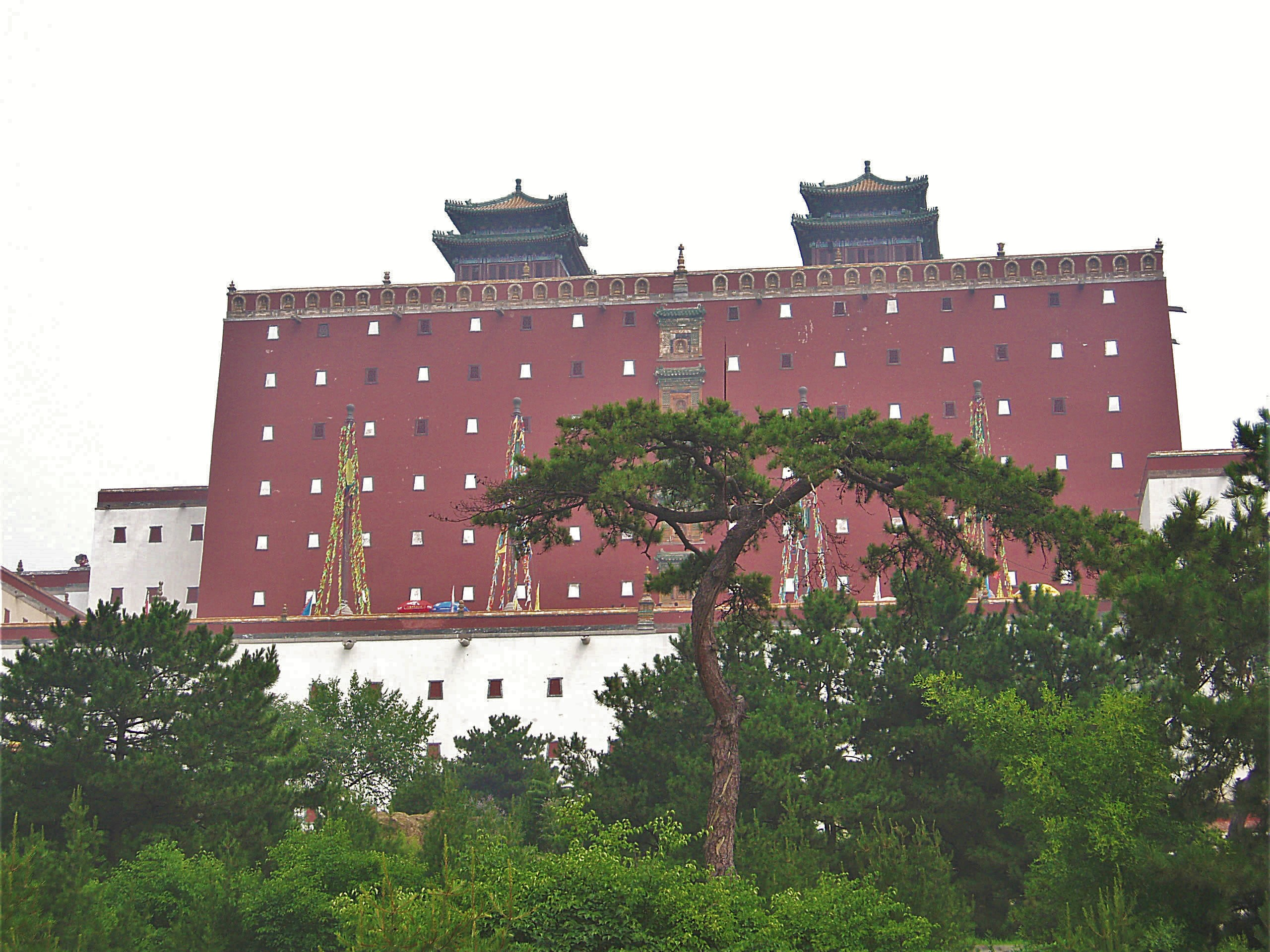
Templul "Putuo Zongcheng" din Chengde, construit în secolul al XVIII-lea, în timpul domniei împăratului Qianlong.

S-a mișcat rapid. În primul rând, el a promovat „ortodoxia” confucianistă și a respins ceea ce a văzut ca o delăsare a tatălui său, desființând sectele „neortodoxe” și de decapitare a unui scriitor anti-manciurian pe care tatăl său îl iertaseră. În 1723 el a scos în afara legii creștinism și pe misionarii creștini i-a expulzat, deși s-a permis ca unii să rămână în capitală. Apoi, s-a îndreptat spre controlul guvernului. El a extins sistemul tatălui său din „Palatul Memoriilor” care aducea rapoarte sincere și detaliate, cu privire la condițiile locale, direct la tron, fără a fi interceptate de către birocrație, și a creat un mic „Mare Consiliu” de consilieri personali, care în cele din urmă a crescut în - de facto - cabinetul împăratului pentru tot restul dinastiei. El a umplut cu perspicacitate pozițiile cheie, cu manciurieni și etnici han, funcționari care depindeau de patronajul său. Când a început să se realizeze că, criza financiară a fost chiar mai mare decât ar fi crezut, Împăratul Yongzheng a respins abordarea blândă a tatălui său față de elitele locale, proprietare de pământ și a derulat o campanie pentru a pune în aplicare o colectarea eficientă a impozitului funciar. Veniturile mai mari urmau să fie folosite "pentru a hrăni onestitatea" în rândul funcționarilor locali, sistemul local de irigare, școli , drumuri și caritate. Deși aceste reforme au fost eficiente în nord, în partea de sud și valea inferioară a fluviului Yangzi, unde Împăratul Kangxi a măgulit elitele, fuseseră închegate cu mult timp în urmă rețele de funcționari și proprietarii de pământ. Împăratul Yongzheng a trimis comisari manchurieni cu experiență pentru a penetra in desișul registrelor funciare falsificate și a cărților de cont codificate, dar s-au întâlnit cu trucuri, pasivitate, și chiar violență. Criza fiscală a persistat.

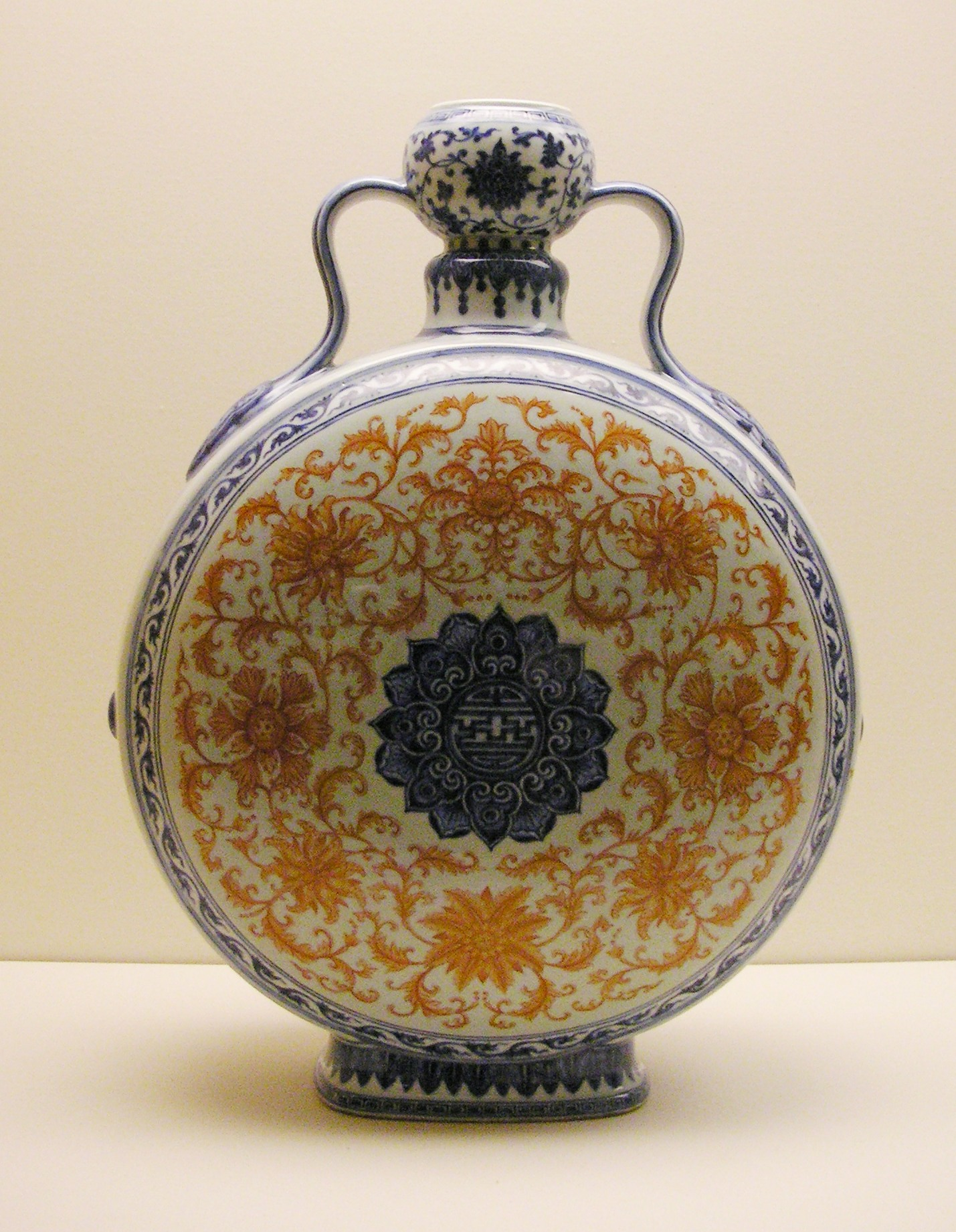
Vas din porțelan, perioada Qianlong, secolul al XVIII-lea.

În 1725 Împăratul Yongzheng a conferit titlul ereditar de marchiz descendentului casei imperiale Ming, Zhu Zhiliang, care primea un salariu din partea guvernului Qing. Acesta la rândul lui avea datoria împlinirii ritualurilor de venerare a strămoșilor, la mormintele Ming. A fost, de asemenea, inclus în sistemul de Steaguri, în cadrul Steagului Alb. Mai târziu, în 1750, Împăratul Qianlong i-a acordat post-mortem lui Zhu Zhuliang titlul de Marchiz Al Grației Extinse; titlul fiind transmis în mod ereditar timp de douăsprezece generații de descendenți, până la sfârșitul dinastiei Qing.
Era Yongzheng a moștenit, de asemenea, probleme diplomatice și strategice. O echipă formată în întregime din manciurienii au elaborat Tratatul de la Kyakhta ( 1727 ), pentru a consolida înțelegerea diplomatică cu Rusia. În schimb pentru teritoriu și drepturi comerciale, Qing avea mână liberă de a se ocupa de situația din Mongolia. Împăratul Yongzheng apoi se întoarse la această situație, în care Zungharii amenințau cu re-apariția și la sud-vest liderii locali miao rezistau expansiunii Qing-ului. Aceste campanii au golit vistieria, dar au stabilit controlul împăratului asupra finanțelor militare și a armatei.
Împăratul Yongzheng a murit în 1735. În vârstă de 24 de ani, fiul său, Prințul Bao (宝 亲王), a devenit apoi Împăratul Qianlong . Împăratul Qianlong a condus personal campanii militare în apropiere de Xinjiang și Mongolia, înăbușind rebeliuni și revoltele din Sichuan și în alte părți din sudul Chinei, în timp ce extinde controlul asupra Tibetului.
Era Qianlong a văzut lansarea mai multor proiecte culturale ambițioase, inclusiv elaborarea de „Siku Quanshu”, sau „Registrul complet al celor patru ramuri ale literaturii”. Cu un total de peste 3.400 de cărți, 79.000 de capitole, și 36304 de volume, Siku Quanshu este cea mai mare colecție de cărți din istoria Chinei. Cu toate aceste, Împăratul Qianlong a folosit Inchiziția Literară pentru a reduce la tăcere opoziția. Acuzarea persoanelor începe cu interpretarea proprie a împăratului a semnificației scrierilor. În cazul în care împăratul decide că acestea au fost peiorative sau cinice față de dinastie, persecutarea scriitorului începea. Inchiziție literară a început cu cazuri izolate în timpul Împăratului Shunzhi și Împăratului Kangxi, dar a devenit un model sub era Qianlong, în timpul căreia au fost 53 de cazuri de persecuție literara.
Sub prosperitatea exterioară și încredere în monarh, ultimii ani ai erei Qianlong au cunoscut o corupție ridicată și o neglijare. Heshen, un tânăr funcționar, preferat al împăratului, a profitat de indulgența monarhului pentru a deveni unul dintre funcționarii cei mai corupți din istoria dinastiei. Fiul Împăratului Qianlong, Împăratul Jiaqing (d. 1796-1820), în cele din urmă îl forțează pe Heshen să se sinucidă.
Qing a început, de asemenea, să suferă de o suprapopulare crescândă, în această perioadă. Creșterea populației a stagnat în prima jumătate a secolului al XVII-lea, din cauza războaielor civile și a epidemiilor, dar prosperitatea și stabilitatea internă a inversat treptat această tendință. Introducerea de noi culturi de către europeni, cum ar fi cartofii și arahidele, au permis o mai bună aprovizionare cu alimente, astfel încât populația totală a Chinei în timpul secolului al XVIII-lea s-a mărit de la 100 de milioane la 300 de milioane. În consecință terenurile agricole disponibile erau tot mai folosite, obligându-i pe țărani să cultive parcele din ce în ce mai mici, cu o muncă tot mai intensă. Împăratul Qianlong deplâns odată situația țării remarcând faptul că "Populația continuă să crească, dar terenul nu." Singura partea a imperiului rămasă cu un teren arabil disponibil era Manciuria, din care provinciile Jilin și Heilongjiang erau considerate patria manciurienilor și numai aceștia, mongolii și stegarii han se puteau așeza pe acele pământuri. Civililor chinezi han le era interzis să locuiască acolo.
Orașele supraaglomerate sufereau la scară largă de sărăcie, devenind potențiale focare de neliniște socială.
În 1796 începe rebeliunea Societății Lotusului Alb împotriva guvernului Qing. Rebeliunea Lotusului Alb a continuat timp de opt ani, până în 1804, și a marcat un punct de cotitură în istoria dinastiei Qing.

### Rebeliune, neliniște și presiunea externă
La începutul dinastiei, imperiul chinez a continuat să fie puterea hegemonică în Asia de Est. Deși nu a existat în mod oficial un departament pentru relații externe, „Lifan Yuan” a fost responsabil pentru relațiile cu Mongolii și tibetanii din Asia Centrală, în timp ce sistemul tributar, un set inexact de instituții și obiceiuri preluate de la Ming, în teorie, reglementa relațiile cu Estul și țările din sud-estul Asiei. Tratatul de la Nerchinsk (1689) a stabilizat relațiile cu Rusia țaristă.
Cu toate acestea, secolul VII a văzut extinderea treptată în întreaga lume a imperialismului european, pe măsură ce statele europene își dezvoltau economia datorită comerțului maritim. Dinastia a fost confruntata cu noi concepte de dezvoltarea ale sistemului internațional și relațiile inter-statale. Posturile comerciale europene s-au extins într-un control teritorial în subcontinentul indian și în insulele care formează acum Indonezia . Răspunsul Qingului, de succes pentru un timp , a fost în 1756 de a stabili Sistemul Canton, care limita comerțul maritim la care acest oraș și a oferit un monopol și drepturile comerciale, comercianților chinezi privați. British East India Company și Compania Olandeză a Indiilor de Est au primit cu mult timp în urmă drepturi de monopol comercial, similare, de la guvernele lor.
În 1793, Compania Britanică a Indiilor de Est, cu sprijinul guvernului britanic, a trimis o delegație în China condusă de George Macartney, în scopul de a începe un Comerț Liber și a pus relațiile pe o bază de egalitate. Curtea imperială a privit comerțul extern ca lipsit de importanță, în timp ce britanicii au văzut comerțul maritim ca fiind cheia economiei lor.
Împăratul Qianlong i-a transmis lui Macartney faptul că "regi a nenumărate popoare vin pe uscat și pe apă cu tot felul de bunuri prețioase" și "prin urmare, nu este nimic ce ne lipsește ...."
Cu toate acestea, cererea din Europa de bunuri din China, cum ar fi de mătase, ceai și ceramică ar putea fi îndeplinite numai dacă societățile europene își canalizează resursele lor limitate de argint în China. La sfârșitul anilor 1700, guvernele din Marea Britanie și Franța au fost profund îngrijorat de dezechilibrul comercial și de împuținarea argintului. Pentru a satisface cererea tot mai mare, din China, pentru opiu, britanicii Companiei Indiilor de Est au extins foarte mult producția în Bengal. Din moment ce economia Chinei era, în esență, auto-suficientă, țara avea puțină nevoie să importe bunuri sau materii prime de la europeni, astfel încât modul obișnuit de plată era cel în argint. Împăratul Daoguang, îngrijorat atât pentru ieșirile de argint din Qing, cât și pentru efectele sociale negative cauzate de opium, a ordonat oficialului Lin Zexu să pună capăt comerțului cu opium. Lin a confiscat stocurile de opium, fără a oferi despăgubiri, în anul 1839. În consecință, Marea Britanie a declarat război Chinei în anul următor. 

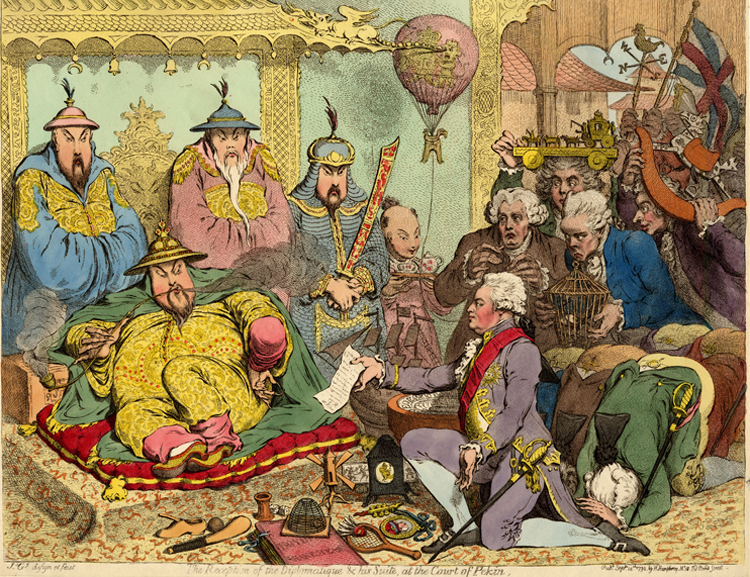
„Recepția Diplomatică (Macartney) și suita lui, la Curtea din Pekin". Desen și gravare de James Gillray, publicat în septembrie 1792.

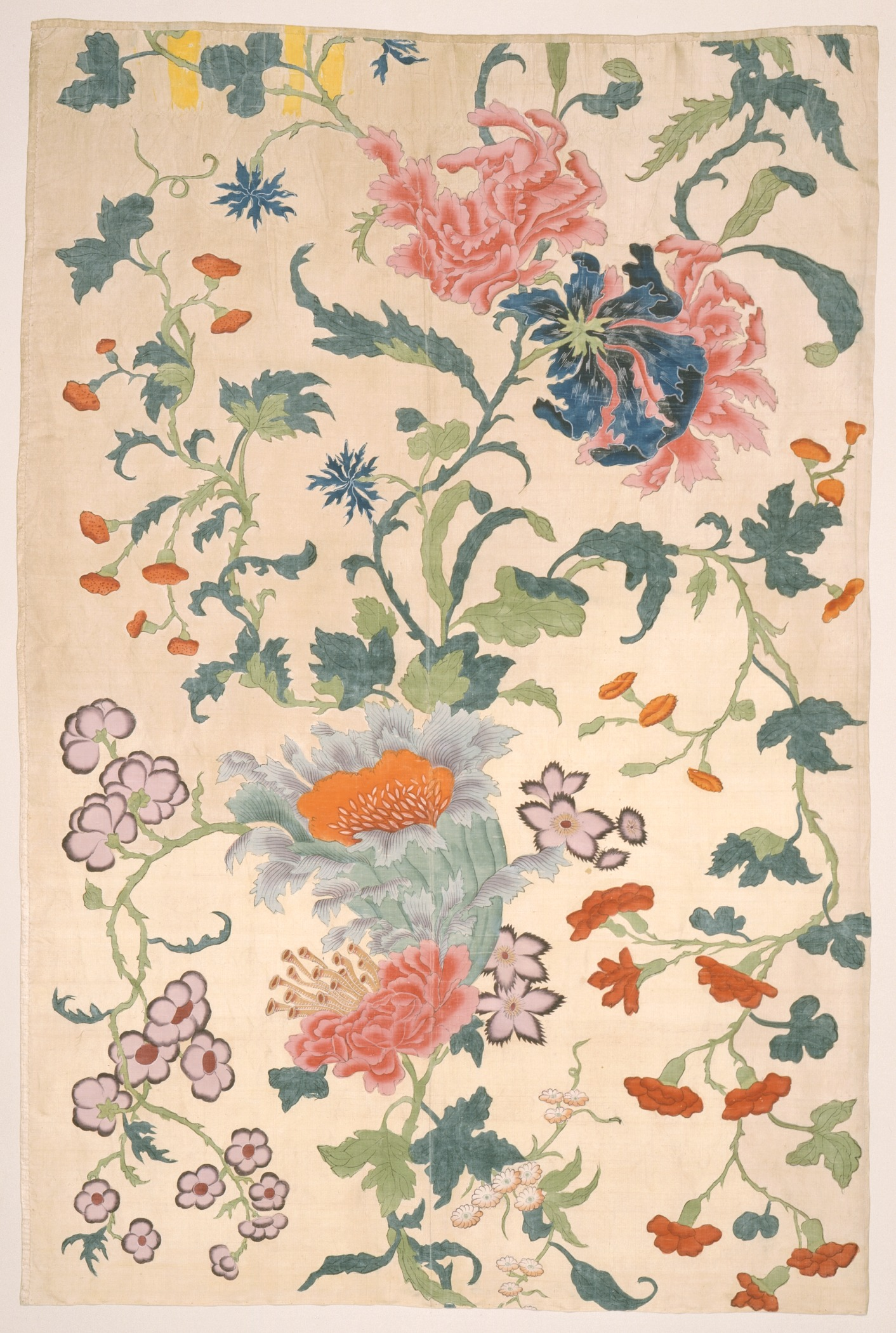
Pictură pe mătase,(114.3 × 74.93 cm), Dinastia Qing, China, mijlocul sec. al XVIII-lea

Primul Război al Opiului a dezvăluit starea învechită a armatei chineze. Marina Qing, compusă în întregime din nave din lemn cu pânze, a fost puternic surclasată de tactici moderne și puterea de foc a Marinei Regale Britanice. Soldați britanici, folosind muschete avansate și artilerie, au dejuca cu ușurință planurile forțelor Qing, slab echipate cu armament, în luptele de la sol. Predarea Qingului în 1842 a marcat o lovitură decisivă, umilitoare pentru China. Prin Tratatul de la Nanjing, primul dintre "tratatele inegale", s-au cerut despăgubiri de război și a forțat China sa deschidă cinci porturi (Canton, Amoy, Fuchow, Ningpo și Shanghai) comerțului occidental și misionarilor creștini și să cedeze insula Hong Kong Marii Britanii. Acest deznodământ a relevat mai multe imperfecțiuni în guvernul Qing și a provocat revolte pe scară largă împotriva regimului deja extrem de nepopular.
Rebeliunea Taiping de la mijlocul secolului al XIX-lea a fost prima exemplificare majoră a sentimentului anti-manciurian, amenințând stabilitatea dinastiei. Hong Xiuquan, un candidat respins la examenul de funcționar public, a condus Rebeliunea Taiping, în mijlocul tulburărilor sociale pe scară largă și agravarea foametei existente. 
În 1851, Hong Xiuquan și alții, au lansat o revoltă în provincia Guizhou, fondând statul „Regatul Ceresc Taiping” cu Hong drept rege, susținând că a avut de multe ori viziuni de la Dumnezeu și că el a fost fratele lui Iisus Hristos. Sclavia, concubinajul, căsătoriile aranjate, fumarea opiumului, legarea picioarelor fetelor, tortura judiciară și închinarea la idoli au fost toate interzise. Cu toate acestea, succesul, autoritatea ulterioară și puterea au dus la certurile interne, dezertări și corupție. În plus, trupele franceze și britanice, echipate cu arme moderne, au venit în ajutorul armatei imperiale Qing. Până în 1864 armata Qing, sub Zeng Guofan, a reușit să zdrobească revolta.
Rebeliunea a reprezentat nu numai cea mai gravă amenințare față de conducătorii Qing, dar a fost, de asemenea și "cel mai sângeros război civil din toate timpurile". Între 20 și 30 de milioane de oameni au murit în timpul decursului său de paisprezece ani (1850-1864). După izbucnirea acestei rebeliuni, au fost, de asemenea, revolte ale musulmanilor și etnicilor miao (din China) împotriva dinastiei Qing, cele mai importante fiind Revolta Dungan (1862-1877), în nord-vest și Rebeliunea Panthay (1856-1873) în Yunnan.
Puterile occidentale, în mare măsură nemulțumite cu Tratatul de la Nanjing, au oferit un sprijin ranchiunos guvernului Qing în timpul rebeliunilor Taiping și Nien. Veniturile din China au scăzut brusc în timpul războaielor, în au fost distruse zone vaste de teren agricol, milioane de vieți pierdute, și nenumărate armatele formate și echipate pentru a lupta împotriva rebelilor. În 1854, Marea Britanie a încercat să renegocieze Tratatul de la Nanjing , înserând clauze care permit accesul comercial britanic la râurile din China și crearea unei ambasade britanice permanente la Beijing.
În 1856, autoritățile Qing, în căutarea unui pirat, au urcat pe un vas, Arrow, despre care englezii au pretins că era sub pavilion britanic, un incident care a dus la Al Doilea Război al Opiului. În 1858, confruntat cu o lipsă de opțiuni, Împăratul Xianfeng, accepta Tratatul de la Tientsin, care conținea clauze profund jignitoare pentru chinezi, cum ar fi cererea ca toate documentele oficiale chineze să fie scrise în limba engleză și condiția de acordare a unui acces nelimitat al navelor de război britanice la toate râurile navigabile din China.

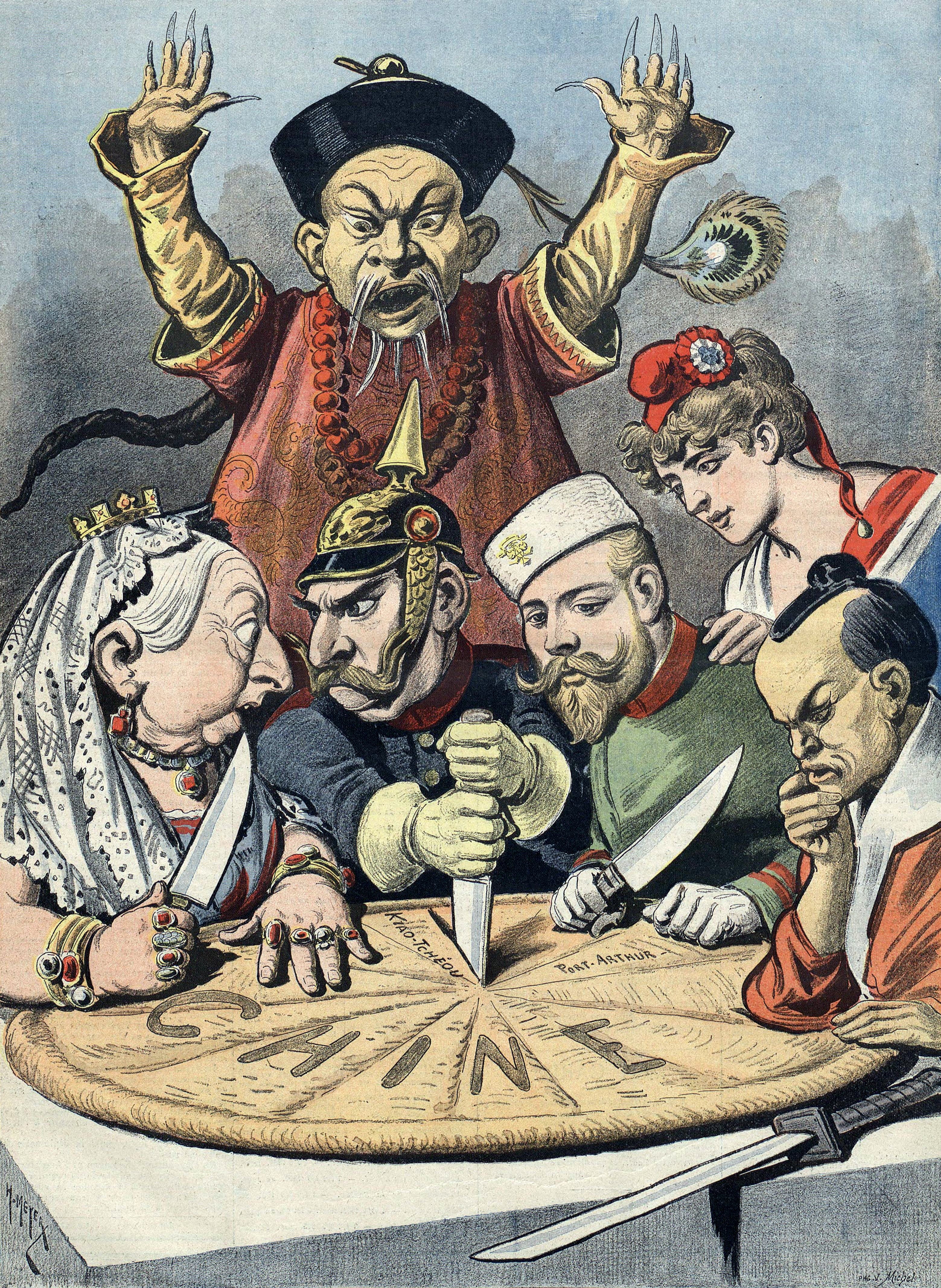
Caricatură franceză de la sfârșitul anului 1890. China, neputincioasă, este împărțită între Marea Britanie, Germania, Rusia, Franța și Japonia.

Ratificarea tratatului în anul următor a dus la reluarea ostilităților și în 1860, cu forțele anglo-franceze mărșăluind spre Beijing, împăratul și curtea sa fug din capitală la Cabana Imperială de Vânătoare de la Rehe. Odată ajunse în Beijing, forțele anglo-franceze jefuiesc (Vechiul) Palat de Vara, și într-un act de răzbunare pentru arestarea a mai multor englezi, îl incendiază . Prince Gong, frate vitreg al împăratului, care a fost lăsat ca mandatar al fratelui său în capitală, a fost forțat să semneze Convenția de la Beijing . Între timp, împăratul umilit, a murit în anul următor la Rehe.

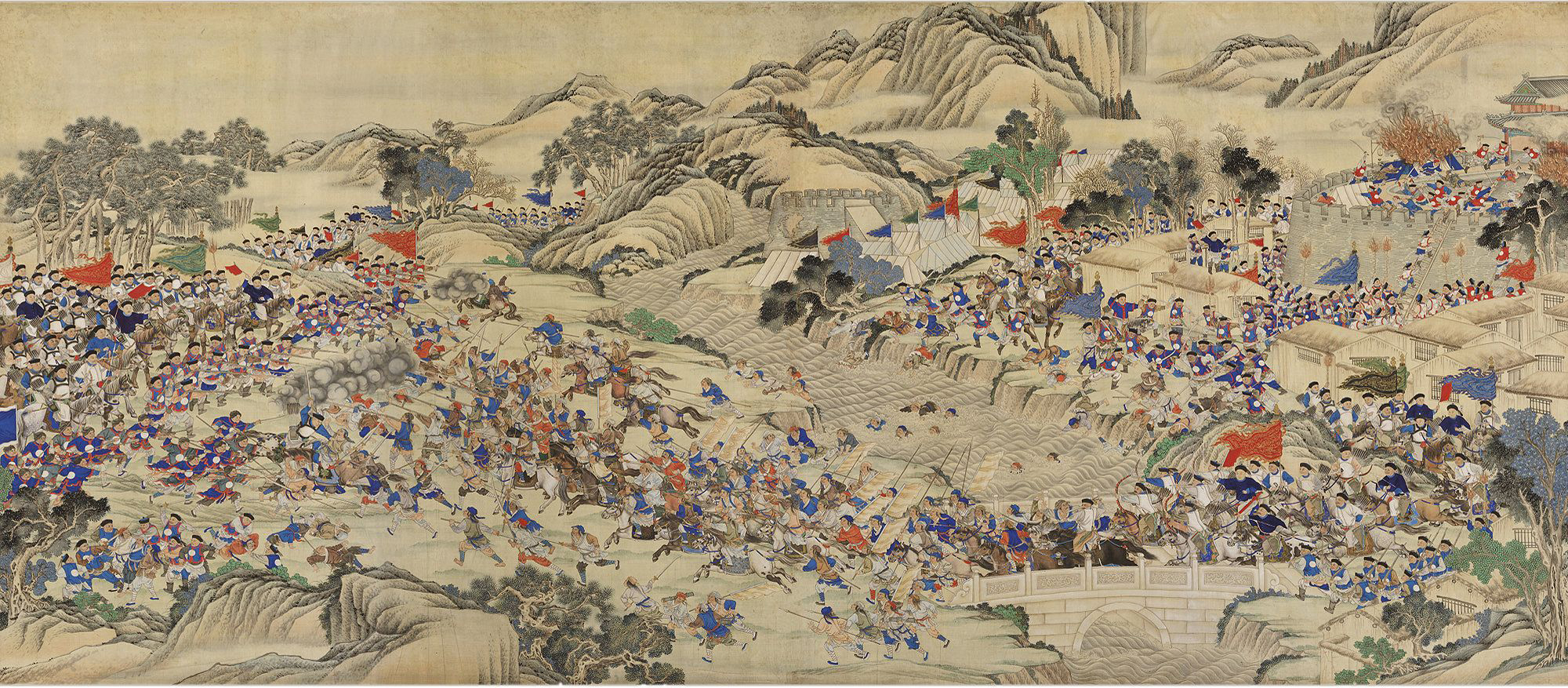
„O scenă din Rebeliunea Taiping, 1850-1864

### Auto - consolidarea și frustrarea de reforme
Cu toate acestea, dinastia s-au regrupat. Generalii chinezi și oficialii, cum ar fi Zuo Zongtang au condus reprimarea revoltelor și i-au susținut pe manciurieni. Când Împăratul Tongzhi a urcat pe tron la vârsta de cinci ani, în 1861, acești funcționari s-au adunat în jurul lui, în ceea ce s-a numit Restaurare Tongzhi. Scopul lor a fost acela de a adopta tehnologia militară occidentală, în scopul de a păstra valorile confucianiste. Zeng Guofan, în alianță cu prințul Gong, a sponsorizat avansarea de funcționari mai tineri, cum ar fi Li Hongzhang, care pun dinastia din nou pe picioarele, din punct de vedere financiar, instituind „Mișcarea de Auto-Consolidare”. Reformatorii au continuat apoi cu reformele instituționale, inclusiv formarea și modernizarea unei armate moderne, cum ar fi Armata Beiyang, a marinei militare precum și achiziționarea de la europeni a fabricilor de armament. Reformele instituționale, mai includeau primul minister unificat al afacerilor externe (Zongli Yamen); permiterea diplomaților străini de a locui în capitală și înființarea Serviciului Imperial Vamal Maritim.
Puțin câte puțin, guvernul central a pierdut controlul teritoriilor de la periferia imperiului. În schimbul promisiunii de sprijin împotriva britanicilor și a francezilor, în 1860, Rusia țaristă a luat părți întinse din teritoriul de nord-est al imperiului. Perioada de cooperare între reformatori și puterile europene s-a încheiat odată cu Masacrul Tientsin, din 1870, marcat de uciderea de către chinezi a unor preoți și călugărițe franceze și de beligeranța diplomaților francezi locali. Începând cu Campania din Cochinchina, din 1858, Franța și-a extins controlul în Indochina și până în 1883 se afla în control deplin, ajungând până la granița chineză. Războiul Sino-francez pentru controlul asupra regiunii Tonkin (nordul Vietnamului de azi), stat tributar Qingului, s-a încheiat în 1885 cu victoria franceză și recunoașterea chineză a tuturor revendicărilor franceze. 
În 1884, lovitura de stat Gapsin, condusa de pro-japonezi coreeni, a avut loc în Seul. Incidentul a dus la tensiuni între China și Japonia, pentru peninsulă, după ce China a intervenit în a suprima revolta. Într-un efort de a atenua tensiunile, prim-ministrul japonez Ito Hirobumi și Li Hongzhang au semnat Convenția de Tientsin, în care China și Japonia au fost de acord să-și retragă trupele, simultan, din Peninsula Coreeană. Anul 1894 a văzut izbucnirea Primului războiul sino-japonez pentru Peninsula Coreeană. În 1895, Qing-ul învins și umilit, este forțat să semneze Tratatul de la Shimonoseki, în care China a trebuit să recunoască independența Coreei și să cedeze, Taiwanul și arhipelagul Pescadores, Japoniei. Termenii ar fi fost mai duri, dar în timp ce participa la negocieri, un bărbat japonez a încercat să-l asasineze pe Li Hongzhang, ceea ce a dus la un protest internațional și i-a făcut pe japonezii rușinați de incident, să revizuiască termenii. Termenii au inclus cesiunea Peninsulei Liaodong Japoniei, dar Rusia, cu propriile sale planuri teritoriale, împreună cu Germania și Franța, au pus cu succes presiune pe japonezi pentru a renunța la peninsulă. 
Acești ani au văzut o evoluție în implicarea Împărătesei Văduve Cixi (Wade-Giles: Tz'u-Hsi). Ea a intrat în palat în anii 1850, drept concubină a Împăratului Xianfeng (d. 1850-1861) și a venit la putere în 1861, după ce fiul ei în vârstă de cinci ani, Împăratul Tongzhi, a urcat pe tron. Aceasta împreună cu Împărăteasa Văduvă Ci'an (văduva Împăratului Xianfeng) și prințul Gong, au dat o lovitură de stat înlăturând de la putere mai mulți regenți ai minorului împărat. Între 1861 și 1873, ea și Ci'an au servit ca regente, alegând numele de domnie „Tongzhi" (guvernând împreună). După moartea împăratului în 1875, nepotul lui Cixi, Împăratul Guangxu, a urcat pe tronul, încălcându-se astfel obiceiul dinastic care dispunea ca noul împărat să fie din generația următoare a predecesorului său. Astfel o noua regență a început. În primăvara anului 1881, Ci'an a murit subit, la vârstă de 43 de ani, lăsând-o pe Cixi ca unic regent.
Din 1889, de când Împăratul Guangxu a început să guverneze în nume propriu, până în 1898, Împărăteasa Văduvă a trăit într-o semi-retragere, petrecând cea mai mare parte a anului în Palatul de Vară. La 1 noiembrie 1897, doi misionari romano-catolici germani au fost uciși în partea de sud a provinciei Shandong. Ca răspuns, Germania a folosit crimele ca un pretext pentru o ocupație navală a Gofului Jiaozhou. Ocupația a determinat o "încăierare pe concesii" în 1898, care a inclus arendarea Germaniei a Golfului Jiazhou, achiziționarea rusă a Liaodongului, precum și arendarea britanicilor a Noilor Teritorii din Hong Kong. 
În urma acestor înfrangeri externe, Împăratul Guangxu a inițiat „Reforma de o sută de zile”, în 1898. Mai nou, consilierilor mai radicali, cum ar fi Kang Youwei, li s-au dat poziții de influență. Împăratul a emis o serie de edicte și s-au făcut planuri pentru a se reorganiza birocrația, restructura sistemul școlar, precum și pentru numirea noilor funcționari. Opoziția birocratică a fost imediată și intensă. Deși a fost implicată în reformele inițiale, Împărăteasa Văduvă a intervenit pentru a le opri, arestând și executând mai mulți reformatori, preluând totodată și controlul politic. Cu toate acestea, multe dintre planuri au rămas în vigoare iar reformele au fost implementate.
Seceta pe scară largă din China de Nord, combinată cu presiunea exercitată de expansiunea imperialistă și instabilitatea din guvern au creat condițiile apariției mișcării „Pumnii Armonioși și Drepți”, numiți și „boxeri”. În 1900 grupuri locale de boxeri, cu susținerea declarată a dinastiei, au ucis misionari străini și un număr mare de creștini chinezi, apoi au pornit spre Beijing pentru a asedia Cartierul Legațiilor Străine. O coaliție de armate europene, japoneze și ruse, au intrat în China fără preaviz diplomatic, nemaivorbind de permisiune. Cixi a declarat război acestor națiuni, doar pentru a pierde controlul situației la Beijing, după o scurtă și grea luptă. Ea a fugit în Xi'an. Aliații victorioși au enumerat, în scris, cereri către guvernul Qing, acestea incluzând despăgubiri pentru cheltuielile lor de invazie și executarea funcționarilor complici.

### Reforme, revoluție, colaps
Până în secolul al XX-lea, tulburările în masă civile începuseră și continuau să crească. Pentru a depăși astfel de probleme , Împărăteasa văduvă Cixi a emis un edict imperial în 1901, un apel pentru propuneri de reformă din partea guvernatorilor și a guvernatorilor generali și a inițiat epoca „Noile Politici” ale dinastiei, de asemenea, cunoscută sub numele de "Reforma Qing Târzie". Edictul a deschis calea pentru reforme mai profunde în ceea ce privește consecințele lor sociale, inclusiv crearea unui sistem național de învățământ și eliminarea examenelor imperiale în 1905.
Împăratul Guangxu a murit pe 14 noiembrie 1908, și la 15 noiembrie 1908, Cixi, de asemenea, a murit. Se zvonea că ea sau Yuan Shikai ar fi ordonat, eunucilor de încredere, otrăvirea Împăratului Guangxu. O autopsie efectuată aproape un secol mai târziu, a confirmat niveluri letale de arsenic în corpul împăratului. 

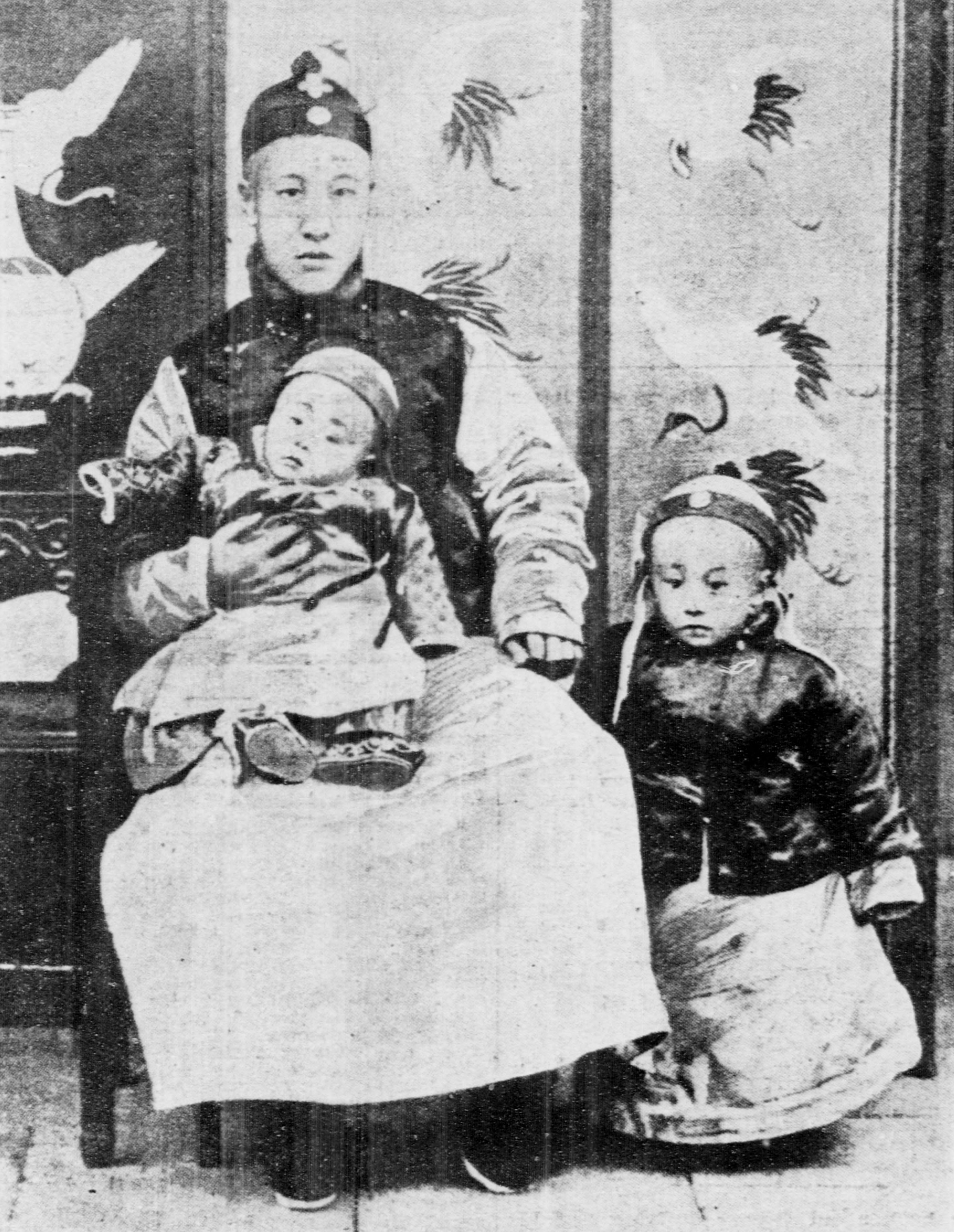
Prințul Chun cu fiul său cel mare, Puyi, în stânga lui (1907)

Puyi, fiul cel mai mare al lui Zaifeng, Prințul Chun, și nepotul Împăratului Guangxu, a fost numit succesor la vârsta de doi, iar Zaifeng regent. Aceasta a fost urmată de demiterea generalului Yuan Shikai din fostele sale funcții de putere. În aprilie 1911 Zaifeng a creat un cabinet, în care erau doi vice- premieri. Cu toate acestea, acest cabinet a fost cunoscut de contemporani drept "Cabinetul Regal", deoarece printre cei treisprezece membrii ai cabinetului, cinci erau membri ai familiei imperiale sau rude cu clanul imperial. Acest lucru a adus un șir lung de opinii negative de la funcționarii de rang înalt, precum Zhang Zhidong.
Revolta Wuchang de pe 10 octombrie 1911, a dus la crearea noului guvern central, Republica China, în Nanjing, cu Sun Yat-sen în calitate de conducător provizoriu. Multe provincii au început să se separe de controlul Qing-ului. Văzând situația disperată ce se desfășoară, guvernul Qing l-a readus pe Yuan Shikai înapoi la puterea militară, preluând controlul armatei sale Beiyang, pentru a zdrobi revoluția din Wuhan. După ce a preluat poziția de prim-ministru și de a creare a propriului cabinet, Yuan Shikai a mers pană într-acolo încât a cerut eliminarea lui Zaifeng ca regent. Această îndepărtare a continuat mai târziu sub ghidarea Împărătesei văduve Longyu.
Cu Zaifeng absent, Yuan Shikai și comandanții săi Beiyang au dominat în mod eficient politica Qing-ului. El a raționat că a merge la război ar fi nerezonabil și costisitor, în special atunci când guvernul Qing are ca scop monarhia constituțională. În mod similar, guvernul lui Sun Yat-sen a dorit o reformă constituțională republicană, atât în beneficiul economiei Chinei, cât și al populației. Cu permisiunea Împărătesei văduve Longyu, Yuan Shikai a început negocierile cu Sun Yat-sen, care a decis că scopul său a fost atins în formarea unei republici, și că, prin urmare, el i-ar putea permite lui Yuan să acceadă la funcția de Președinte al Republicii China.
La 12 februarie 1912, după runde de negocieri, Longyu a emis un edict imperial de abdicare a împăratului copil Puyi. Acest lucru a pus capăt la peste 2000 de ani de imperialism chinez și a început o perioadă lungă de instabilitate și fracționalism militarist. Sistemele politice și economice neorganizate, combinate cu o critică la scară largă a culturii chineze au dus la întrebări și îndoială cu privire la viitor. În 1931, Imperiul Japonez a invadat Manciuria și a fondat statul Manchukuo în 1934, cu Puyi, ca regent nominal și mai apoi împărat. După invazia Uniunii Sovietice, Manchukuo s-a prăbușit în 1945.

## Împărații Dinastiei Qing

### Listă
*Apăsați „arată” pentru extinderea tabelului, sau „ascunde”, pentru ascunderea sa
| Numele după care este cel mai cunoscut (naștere–deces)     | Portret                                                                            | Anii de domnie                                    | Nume personal                         | Numele erei (Chineză– Manciuriană)                                                  | Numele Postum (Chineză– Manciuriană) | Numele de la Templu | Note |
| ---------------------------------------------------------- | ---------------------------------------------------------------------------------- | ------------------------------------------------- | ------------------------------------- | ----------------------------------------------------------------------------------- | ------------------------------------ | ------------------- | --- |
| Nurhaci (21 februarie 1559– 30 septembrie 1626)            |                                                                                    | 1616 ↓ 1626                                       | Nurhaci 努爾哈赤 (pinyin: Nǔ'ěrhāchì) | Tiānmìng* 天命 Abkai fulingga                                                       | Gāodì# 高帝 Dergi                    | Tàizǔ 太祖          | *Tianming nu a fost folosit ca un nume de eră în timpul său. #Numele postum al lui Nurhaci a fost inițial "Împăratul Martial" (武 皇帝 Wu Huangdi, Manchu: Horonggo), dar în 1662 a fost schimbat în "Cel mai mare împăratului" (高 皇帝 Gao Huangdi. |
| Hong Taiji (28 noiembrie 1592– 21 septembrie 1643)         |                                                                                    | 1626 ↓ 1643                                       | incert*                               | Tiāncōng# 天聰 Abkai sure (1627–1636); Chóngdéx 崇德 Wesihun erdemungge (1636–1643) | Wéndì 文帝 Genggiyen Su              | Tàizōng 太宗        | *"Hong Taiji" înseamnă "Prințul Hong", și a fost, probabil, un titlu, nu un nume. În unele studii istorice occidentale, Hong Taiji este numit în mod eronat Abahai (阿巴海). #Tiancong ar putea să nu fi fost un nume de epocă. xHong Taiji a decretat o schimbare de la Tiancong la Chongde în mai 1636, când s-a declarat "împărat" a nou-numitei dinastii "Qing".                                                                                  |
| Împăratul Shunzhi (15 martie 1638– 5 februarie 1661)       |                                                                                    | (8 februarie) 1644* ↓ 1661 (18 ani)               | Fúlín 福臨                            | Shùnzhì 順治 Ijishūn dasan                                                          | Zhāngdì 章帝 Eldembure               | Shìzǔ 世祖          | *Din 1643-1650, puterea politică a fost în mâinile Prințului Regent Dorgon (a se vedea rândul următor). Împăratul Shunzhi a început să conducă în nume propriu în 1651 |
| Dorgon* (17 noiembrie 1612– 31 decembrie 1650)             |                                                                                    | 1643 ↓ 1650                                       | Dorgon 多爾袞 (pinyin: Duōěrgǔn)      | niciunul*                                                                           | Yìdì* 義帝                           | Chéngzōng* 成宗     | *Dorgon a controlat guvernul Qing la începutul domniei lui Shunzhi, dar el nu a fost numit oficial împărat și nu a avut niciodată propriul său nume de era. Deși au fost acordate titluri postume în 1651, la câteva zile după moartea sa, au fost anulate mai târziu în acel an. |
| Împăratul Kangxi (4 mai 1654– 20 decembrie 1722)           |                                                                                    | (18 februarie) 1662* ↓ 1722 (61 ani)              | Xuányè 玄燁                           | Kāngxī 康熙 Elhe taifin                                                             | Réndì 仁帝 Gosin                     | Shèngzǔ 聖祖        | *Până în 1669, puterea politică se afla în mâinile celor Patru Regenți ai Împăratului Kangxi, cel mai puternic fiind Oboi |
| Împăratul Yongzheng (13 decembrie 1678– 8 octombrie 1735)  |                                                                                    | (5 februarie) 1723 ↓ 1735 (13 ani)                | Yìnzhēn 胤禛                          | Yōngzhèng 雍正 Hūwaliyasun tob                                                      | Xiàndì 憲帝 Temgetulehe              | Shìzōng 世宗        | |
| Împăratul Qianlong (25 septembrie 1711– 7 februarie 1799)  |                                                                                    | (12 februarie) 1736 ↓ 1796* (60 ani)              | Hónglì 弘曆                           | Qiánlóng 乾隆 Abkai wehiyehe                                                        | Chúndì 純帝 Yongkiyangga             | Gāozōng 高宗        | *Într-un act de pietate filială, pentru a se asigura că nu va domni mai mult de bunicul său Împăratul Kangxi, Împăratul Qianlong s-a retras pe 08 februarie 1796, ultima zi din anul în calendaristic chinezesc, și a luat titlul de „Taishang Huang” (Împărat Emerit). Cu toate acestea, el a rămas autoritatea supremă până la moartea sa în 1799.                                                                                                  |
| Împăratul Jiaqing (13 noiembrie 1760– 2 septembrie 1820)   |                                                                                    | (9 February)* 1796 ↓ 1820 (25 ani)                | Yóngyǎn# 顒琰                         | Jiāqìng 嘉慶 Saicungga fengšen                                                      | Ruìdì 睿帝 Sunggiyen                 | Rénzōng 仁宗        | *Prima zi a erei Jiaqing a fost, de asemenea, în prima zi a domniei acestui împărat, pentru că tatăl său s-a retras în ultima zi a anului precedent. Împăratul Jiaqing nu a fost cu adevărat la putere până la moartea Împăratului Qianlong, în 1799. #Numele lui înainte de întronizarea sa a fost Yŏngyăn 永 琰, dar el și-a schimbat primul caracter la omofonul 颙 deoarece caracterul comunYong 永 ("pentru totdeauna"), ar fi fost prea incomod |
| Împăratul Daoguang (16 septembrie 1782– 25 februarie 1850) | A man in a grey suit, white shirt and dark tie, he has a birthmark on his forehead | (3 February) 1821 ↓ 1850 (30 ani)                 | Mínníng* 旻寧                         | Dàoguāng 道光 Doro eldengge                                                         | Chéngdì 成帝 Šanggan                 | Xuānzōng 宣宗       | *Numele lui a fost Miánníng 绵宁, dar el și-a l-a schimbat pentru Minning când a urcat pe tron, deoarece caracterul comun Mian 绵 ("bumbac"), ar fi fost prea incomod. |
| Împăratul Xianfeng (17 iulie 1831– 22 august 1861)         |                                                                                    | (1 februarie) 1851 ↓ 1861 (11 ani)                | Yìzhǔ 奕詝                            | Xiánfēng 咸豐 Gubci elgiyengge                                                      | Xiǎndì 顯帝 Iletu                    | Wénzōng 文宗        | |
| Împăratul Tongzhi (27 aprilie 1856– 12 ianuarie 1875)      |                                                                                    | (30 ianuarie) 1862 ↓ 1875 (13 ani)                | Zǎichún 載淳                          | Tóngzhì* 同治 Yooningga dasan                                                       | Yìdì 毅帝 Filingga                   | Mùzōng 穆宗         | *Demnitarii Curții au decis prima dată să folosească numele de domnie/eră "Qixiang" 祺祥 (Qíxiáng), dar s-au răzgândit și au stabilit numele "Tongzhi" înainte de începutul următorului An Nou Chinezesc, astfel încât "Qixiang" nu a fost niciodată folosit |
| Împăratul Guangxu (14 august 1871– 14 noiembrie 1908)      |                                                                                    | (6 January) 1875 ↓ 1908 (34 ani)                  | Zǎitián 載湉                          | Guāngxù 光緒 Badarangga doro                                                        | Jǐngdì 景帝 Ambalinggū               | Dézōng 德宗         | |
| Împăratul Xuantong (7 februarie 1906– 17 octombrie 1967)   |                                                                                    | (22 ianuarie) 1909 ↓ (17 februarie) 1912* (3 ani) | Pǔyí 溥儀 also known as Henry         | Xuāntǒng 宣統 Gehungge yoso                                                         | -                                    | -                   | *Conform "Articolelor de tratament favorabil ale marelui împărat Qing, după abdicarea lui " (清帝 退位 优待 条件) semnate de mama adoptivă a lui Puyi, Împărăteasa văduvă Longyu, Yuan Shikai, și guvernul provizoriu al Republicii Chineze, în Nanjing, i-au permis lui Puyi să-și păstreze titlul de "împărat", păstrându-și-l până în 1924 |

## Guvernul

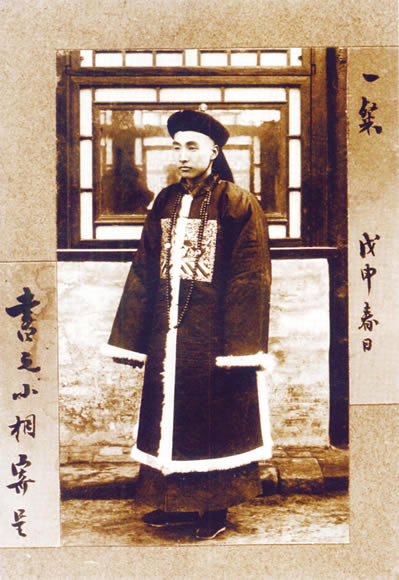
Un mandarin Qing

Primii împărați din dinastia Qing au adoptat structurile birocratice și instituționale ale dinastiei precedente, Ming, dar guvernarea era împărțită între și chinezi han și manciurienii, cu unele poziții, de asemenea, date de mongolilor. Ca și dinastiile anterioare, Qing a recrutat funcționari prin sistemul de Examinare Imperială, până când sistemul a fost desființat în 1905. Qing a împărțit pozițiile în funcții civile și militare, fiecare cu nouă clase sau grade, fiecare împărțite în categoriile „A” și „B”. Numirile civile au variat de la însoțitor la împărat, sau la un Mare Secretar în Orașul Interzis (cea mai mare funcție), pentru a fi colectorul de impozit al prefecturii, director adjunct de închisoare, comisarul adjunct de poliție, sau examinator de impozit. Numirile militare au variat de la Mareșal sau șambelan al Gărzii Personale Imperiale, la sergent clasa a III-a, caporal privat de prima sau a doua clasă.

### Agențiile guvernamentale centrale
Structura formală a guvernului Qing era centrată pe Împărat, conducătorul absolut, care prezida cele șase Departamente (Ministere), fiecare condus de doi Înalți Funcționari (miniștri) și asistat de patru viceminiștrii. În contrast cu sistemul Ming, politica etnică a Qingului dicta faptul că numirile să fie împărțite între nobilii manciurieni și funcționarii han, care au trecut cele mai ridicate niveluri ale Examenelor Imperiale. Marele Secretariat, care a fost un important organism de elaborare a politicilor în timpul dinastiei Ming, a pierdut din importanța sa în timpul dinastiei Qing și a evoluat într-o Cancelarie Imperială. Instituțiile care au fost moștenite din timpul dinastiei Ming, formau nucleul "Curții Exterioara ", care se ocupa cu problemele de rutină și a fost localizat în partea de sud a Orasului Interzis .
Pentru a nu lăsa administrarea de rutină să preia conducerea imperiului, împărații Qing s-au asigurat că toate problemele importante sunt decise de "Curte Interioară", care a fost dominată de familia imperială și nobilimea manciuriană și care a fost localizată în partea de nord a Orașului Interzis. Instituția de bază a Curții Interioare a fost Marele Consiliu. Acesta a apărut în 1720 , sub domnia Yongzheng, ca un organism însărcinat cu gestionarea campaniilor militare ale Qingului, împotriva mongolilor, dar a fost nevoie să preia și alte atribuții militare și administrative și a servit pentru a centraliza autoritate sub coroana. Marii Consilierii au servit ca un fel de consiliu privat al împăratului.

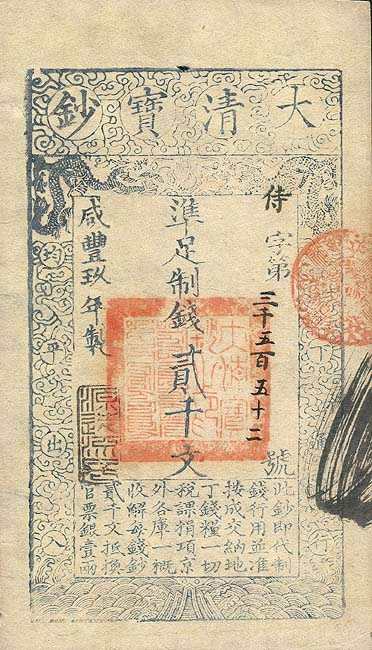
O bancnotă de 2.000 wén din anul 1859

Cele șase ministere și domeniile lor de responsabilitate au fost, după cum urmează:
• Ministerul de Numiri Civile
Administrarea personalului, a tuturor funcționarilor publici - inclusiv evaluarea, promovarea și concediere acestora. Acesta a fost, de asemenea, responsabil cu "Lista de Onoruri".
• Ministerul de Finanțe 
Traducerea literală a cuvântului chinez Hu (户) este "gospodărie". Pentru o mare parte din istoria dinastiei Qing, principala sursă de venituri a guvernului a venit din impozitul pe proprietate funciară, completat de monopolurile oficiale a produselor gospodărești esențiale, cum ar fi sare și ceaiul. Astfel, în Qingul predominant agrar, "gospodăria" a fost baza imperială de finanțe. Departamentul a fost însărcinat cu strângerea veniturilor și managementul financiar al guvernului.
• Ministerul Riturilor 
Acest departament a fost responsabil cu toate aspectele referitoare la protocolul curții. Acesta organiza venerarea periodică a strămoșilor și a diverselor divinități, de către împărat, gestiona relațiile cu națiunile tributare, și supraveghea Sistemul de Examinare civilă la nivel național.
• Ministerul de război 
Spre deosebire de predecesoarea dinastie Ming, care a avut control deplin asupra tuturor problemelor militare, Ministerul Qing de Război a avut puteri foarte limitate. În primul rând, cele Opt Steaguri au fost sub controlul direct al împăratului, a prinților ereditari manciurieni și mongoli, lăsând ministerul numai cu autoritate asupra Armatei Stindardul Verde. Mai mult decât atât, funcțiile ministerului au fost pur administrative, campaniile și mișcările de trupe au fost monitorizate și ghidate de către împărat, prima dată prin intermediul consiliului de conducere manciurian , iar mai târziu, prin intermediul Marelui Consiliu .
• Ministerul de Pedepse 
Consiliul pedepselor gestiona toate aspectele legale, inclusiv supravegherea diferitelor tribunale și închisori. Cadrul legal Qing a fost relativ slab în comparație cu sistemele de drept moderne de azi, așa cum nu a existat nicio separare a ramurilor executive și legislative ale guvernului. Sistemul juridic putea fi inconsistent și uneori arbitrar, pentru că împăratul decidea prin decret și avea ultimul cuvânt de spus, cu privire la toate rezultatele judiciare . Împărați puteau - și au făcut-o - răsturna hotărârile instanțelor inferioare de judecată, din când în când. Corectitudinea tratamentului a fost, de asemenea, o problemă în sistemul de segregare rasială, practicată de guvernul manciurian asupra majorității han din China. Pentru a contracara aceste imperfecțiuni și menține controlată populația, guvernul Qing a menținut un cod penal foarte dur față de populația Han, dar aceasta nu a fost mai sever decât cel din dinastiile anterioare din China.
• Ministerul Lucrărilor 

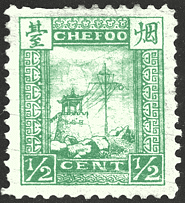
Un timbru din Yantai (Chefoo) din timpul dinastiei Manciu

Consiliul Lucrărilor gestiona toate proiectele guvernamentale de construcții, inclusiv palate, temple și reparații de căi navigabile și canale de inundații . Acesta a fost, de asemenea, responsabil cu baterea monezilor.
De la începutul dinastiei Qing, guvernul central s-a caracterizat printr-un sistem de numiri duble, prin care fiecare poziție din guvernul central, a fost atribuită unui manciurian și unui chinez Han. Etnicul han numit în funcție trebuia să facă munca substanțială și manciurianul să se asigure de loialitatea chinezului han față de conducerea Qing. Distincția dintre chinezii Han și manciurienii s-a extins la portul lor de la curte. În timpul domniei Qianlong, de exemplu, membrii familiei sale au fost distinsi prin articole de îmbrăcăminte având o mică emblemă circulară pe partea din spate, în timp ce funcționarii han purtau haine cu o emblemă pătrată.
În plus față de cele Șase Ministere, a existat un Lifan Yuan, unic pentru guvernul Qing. Această instituție a fost înființată pentru a supraveghea administrarea Tibetului și a meleagurilor mongole. Întrucât imperiul s-a extins, Lifan Yuan a preluat responsabilitatea administrativă a tuturor grupurilor etnice minoritare, care trăiesc în și în jurul imperiului, inclusiv a contactelor timpurii cu Rusia - atunci văzută ca o națiune tributară. 
Departamentul a avut statut de minister complet și a fost condus de funcționari de rang egal. Cu toate acestea, la început, numirile au fost limitate doar la candidații manciurieni și mongoli, până mai târziu, când numirile au fost disponibile și etnicilor han.
Chiar dacă Consiliul/Ministerul Riturilor și Lifan Yuan efectuau unele sarcini de externe, nu s-au dezvoltat într-un serviciu de relații externe profesionist. Nu a fost decât până în 1861 - un an dupa ce Qing a pierdut Al doilea război Opiului, în fața la coaliției anglo- franceze – când guvernul Qing a cedat presiunilor externe și a creat un birou adecvat de afaceri externe, cunoscut sub numele de Zongli Yamen. Biroul a fost destinat inițial pentru a fi unul temporar și a fost format din funcționari detașați de la Marele Consiliu. Cu toate acestea, pentru că și relațiile cu străinii au devenit din ce în ce mai complicate și frecvente, biroul a crescut în mărime și importanță, ajutat de veniturile din taxele vamale, care au intrat sub jurisdicția sa directă.
A mai existat, de asemenea, o altă instituție de stat, numită Departamentul Casnic Imperial, care a fost unică dinastiei Qing. Acesta a fost stabilit înainte de căderea dinastiei Ming, dar a devenit matur abia după 1661, după moartea Împăratului Shunzhi și întronarea fiul său, Împăratul Kangxi. Scopul principal al Departamentului a fost acela de a gestiona treburile interne ale familiei imperiale și activitățile Palatului Interior (unde îi înlocuia în mare măsură eunuci), dar a jucat de asemenea un rol important în relațiile cu Tibet și Mongolia, a fost implicat în activități comerciale (jad, ginseng, sare, blănuri, etc.) sau a gestionat fabricile de textile din regiunea Jiangnan, și a publicat cărți. Departamentul a fost condus de un „booi”, sau "rob", de la cele Trei Bannere Superioare. Până în secolul al XIX-lea, a gestionat activitățile a cel puțin 56 de agenții subordonate. 

### Diviziunile Administrative

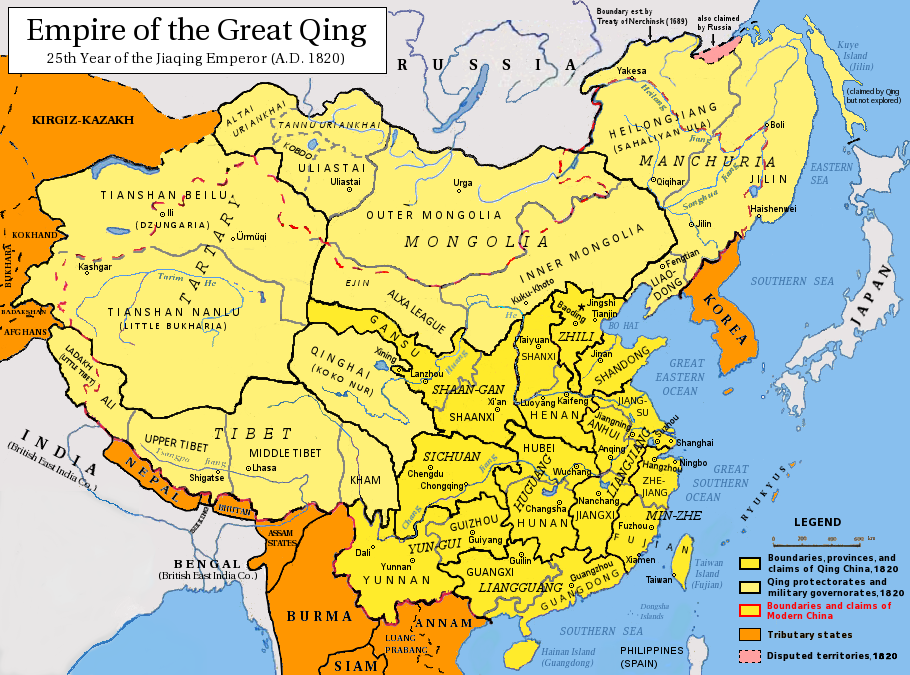
Dinastia Qing în 1820, cu provinciile în galben auriu, provinciile militare și protectoratele în galben deschis iar statele tributare în portocaliu

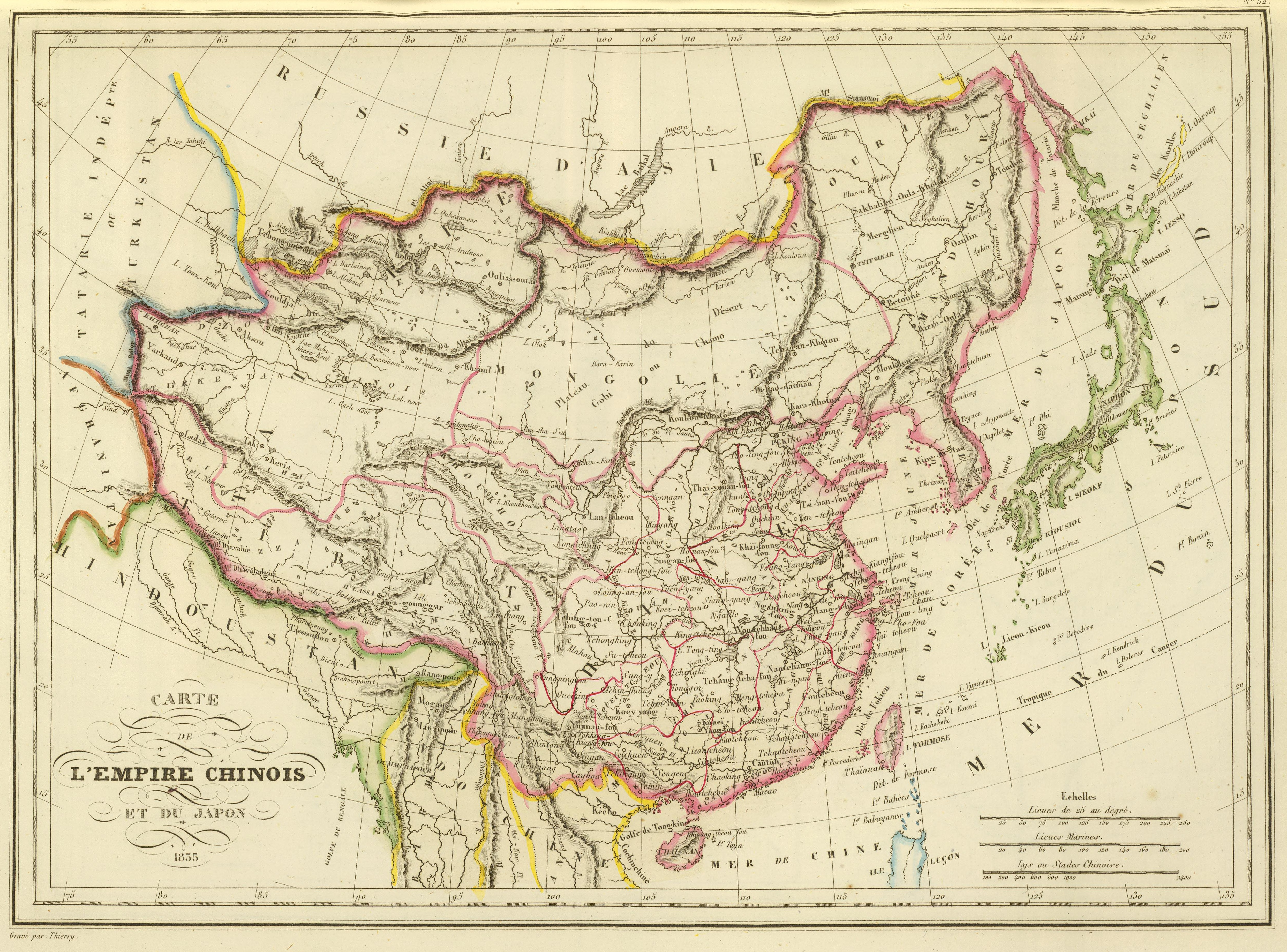
Dinastia Qing în 1833

Qing China a ajuns la cea mai mare extindere teritorială în timpul secolului al XVIII-lea, atunci când a condus China propriu-zisă (cele optsprezece provincii), precum și zonele de azi din Manciuria (nord-estul Chinei), Mongolia Interioară, Mongolia, Xinjiang și Tibet, ajungând la aproximativ 13 milioane de km2 de teritoriu. Au fost inițial 18 de provincii, toate în China propriu-zisă, dar mai târziu acest număr a crescut la 22, Manciuria și Xinjiang fiind împărțite, sau transformate, în provincii mai mici. 
Taiwanul, inițial o parte din provincia Fujian, a devenit o provincie separată în secolul al XIX-lea, dar a fost cedată Imperiului Japonez, în urma Primului război chino-japonez, la sfârșitul secolului. În plus, multe țări din jur, cum ar fi Coreea (Joseon), Vietnam și Nepal, au fost state tributare Chinei în cea mai mare a acestei perioade. Dinastia Katoor din Afganistan a plătit tribut dinastiei Qing, până la mijlocul secolului al XIX-lea. 
În timpul dinastiei, Qing a pretins suveranitatea asupra Pamir Taghdumbash în sud-vestul Comitetului Autonom Tashkurgan Tadjic, dar permis liderilor Mir Hunza să administreze regiunea în schimbul unui tribut. Până în 1937 locuitorii plăteau tribut Mirului din Hunza, care exercita un control asupra pășunilor. Hanatul de Kokand a fost obligat să se supună ca protectorat și să plătească tribut dinastiei Qing între 1774 și 1798.
1. Districtele de la nord și sud de lanțul muntos Tian Shan ( mai târziu devenind provincia Xinjiang) - inclusiv mai multe hanate semi - autonome mici, cum ar fi Hanatul Kumul
2. Mongolia Exterioară - Khalkha , Kobdo liga , Köbsgöl , Tannu Urianha
3. Mongolia Interioară - 6 confederații ( Jirim, Josotu, Juu Uda, Shilingol, Ulaan Chab, Ihe Juu )
4. Alte confederații mongole – Alshaa Khoshuu (confederația khoshuu) , Ejine khoshuu , Ili khoshuu ( în Xinjiang ), confederația Koke Nuur; teritorii conduse în mod direct: Dariganga (regiune specială desemnată ca pășune a împăratului), Guihua Tümed , Chakhar , Hulunbuir
5. Tibet (U-Tsang și vestul Khamului, aproximativ în zona de azi a Regiunii Autonome Tibet)
6. Manciuria ( nord-estul Chinei, împărțită mai târziu în provincii)

- Cele optsprezece provincii (provinciile Chinei propriu-zise)

| 1. Zhili 2. Henan 3. Shandong 4. Shanxi 5. Shaanxi 6. Gansu 7. Hubei 8. Hunan 9. Guangdong 10. Guangxi | 1. Sichuan 2. Yunnan 3. Guizhou 4. Jiangsu 5. Jiangxi 6. Zhejiang 7. Fujian (incl. Taiwan până în 1885) 8. Anhui |

- provincii adiționale la sfârșitul dinastiei Qing

| 1. Xinjiang 2. Taiwan (until 1895) | 1. Fengtian, mai târziu redenumit și cunoscut astăzi ca Liaoning 2. Jilin | 1. Heilongjiang |

### Administrația teritorială

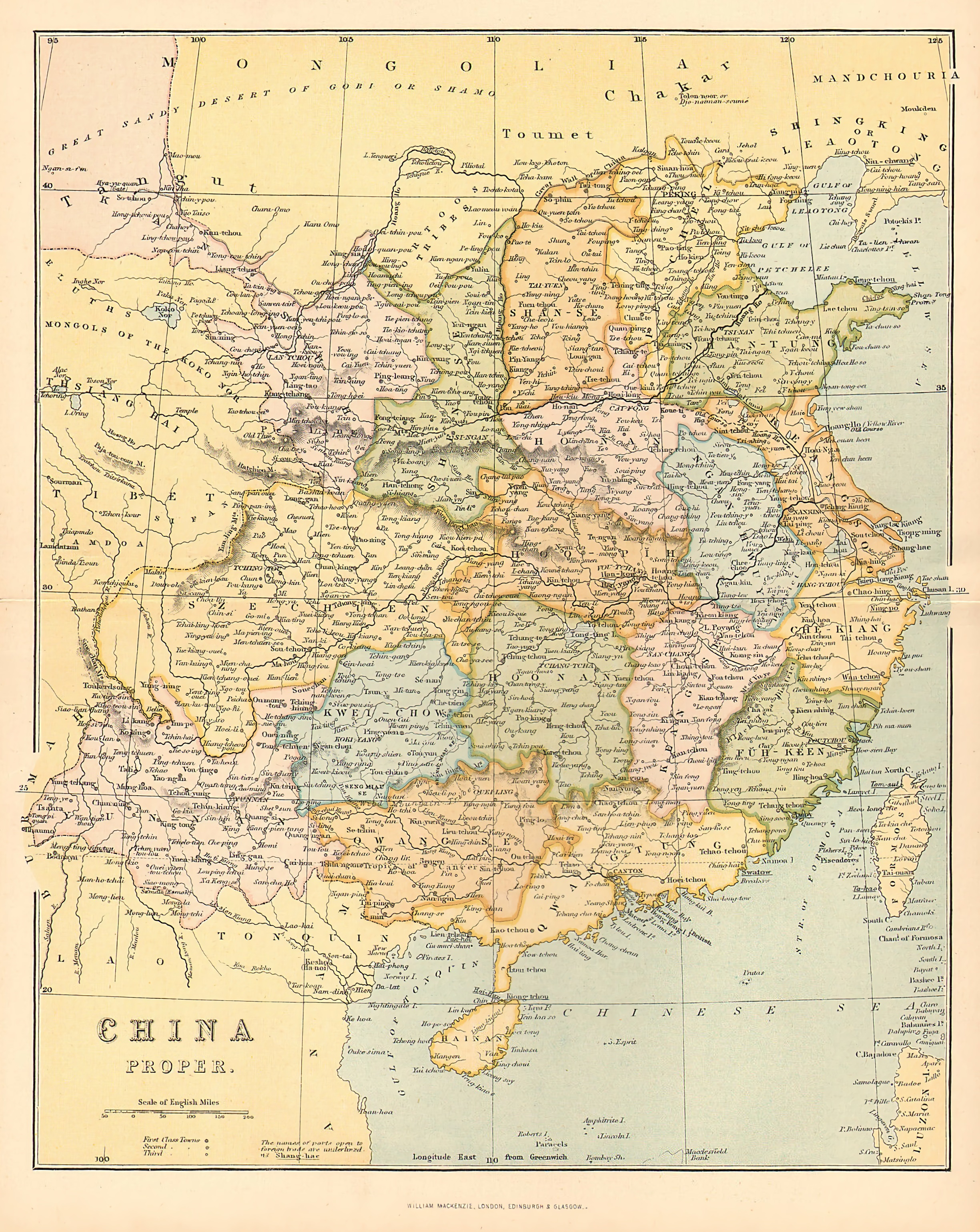
Cele optsprezece provincii (China propriu-zisă) în 1866

Organizarea provincială a Qingului era bazată pe cele cincisprezece unități administrative stabilite de către dinastia Ming, mai târziu transformate în optsprezece provincii prin divizare, de exemplu, a Huguangului în provinciile Hubei și Hunan. Birocrația provincială a continuat practica Yuan și Ming a celor direcții paralele: civile , militare și cenzoriale sau de supraveghere. Fiecare provincie a fost administrată de către un guvernator (巡抚, xunfu) și un comandant militar provincial (提, tidu). Subordonate provinciilor au fost prefecturile (府, fu), care operau sub un prefect (知府, zhīfǔ ), urmate de subprefecturi, administrate de un subprefect. Cea mai mică unitate a fost de comitat, supravegheat de un magistrat. Cele optsprezece provincii sunt, de asemenea, cunoscute sub numele de "China propriu-zisă". Poziția de Vicerege, sau Guvernator General (总督, zongdu), a fost cel mai înalt rang în administrația provincială. Au fost opt viceregi regionali în China propriu-zisă, fiecare având, de obicei, în responsabilitate, două sau trei provincii. Viceregele de Zhili, care a fost responsabil pentru zona din jurul capitalei Beijing, este de obicei considerat ca viceregele cel mai onorabil și puternic din rândul celor opt.
1. Viceregele de Zhili  –  responsabil de Zhili
2. Viceregele de Shaan Gan  –  responsabil de Shaanxi și Gansu
3. Viceregele de Liangjiang  –  responsabil de Jiangsu, Jiangxi și Anhui
4. Viceregele de Huguang  –  responsabil de Hubei și Hunan
5. Viceregele din Sichuan  –  responsabil de Sichuan
6. Viceregele de Min - Zhe  –  responsabil de Fujian, Taiwan și Zhejiang
7. Viceregele de Liangguang  –  responsabil de Guangdong și Guangxi
8. Viceregele de Yun - Gui  –  responsabil de Yunnan și Guizhou

De la mijlocul secolului al XVIII-lea, Qing a pus cu succes regiunile exterioare, cum ar fi Mongolia Interioră și Exterioară, Tibet și Xinjiang sub controlul său. Comisari Imperiali și garnizoane au fost trimise în Mongolia și Tibet pentru a supraveghea administrarea. Aceste teritorii au fost, de asemenea, sub supravegherea unei instituții a guvernului central, numită Lifan Yuan. Provincia Qinghai a fost, de asemenea, pusă sub controlul direct al curții Qing. Xinjiang, cunoscut sub numele de Turkestanul Chinez, a fost împărțit în regiunile de la nord și de sud de Munții Tian Șan, cunoscute astăzi ca Dzungaria și Bazinul Tarim. Manciuria a fost guvernată de către generalii militari până la divizarea sa în provincii, deși unele zone din Xinjiang și Manciuria au fost încorporate în Imperiul Rus la mijlocul secolului al XIX-lea. Manciuria a fost inițial separată de China propriu-zisă de o palisadă de salcie, un șanț și un terasament plantat cu sălcii menite să restricționeze circulația chinezilor Han în hanciuria, până când guvernul Qing a început să colonizarea zona cu aceștia, mai târziu în perioada de guvernare a dinastiei, mai ales după 1860.

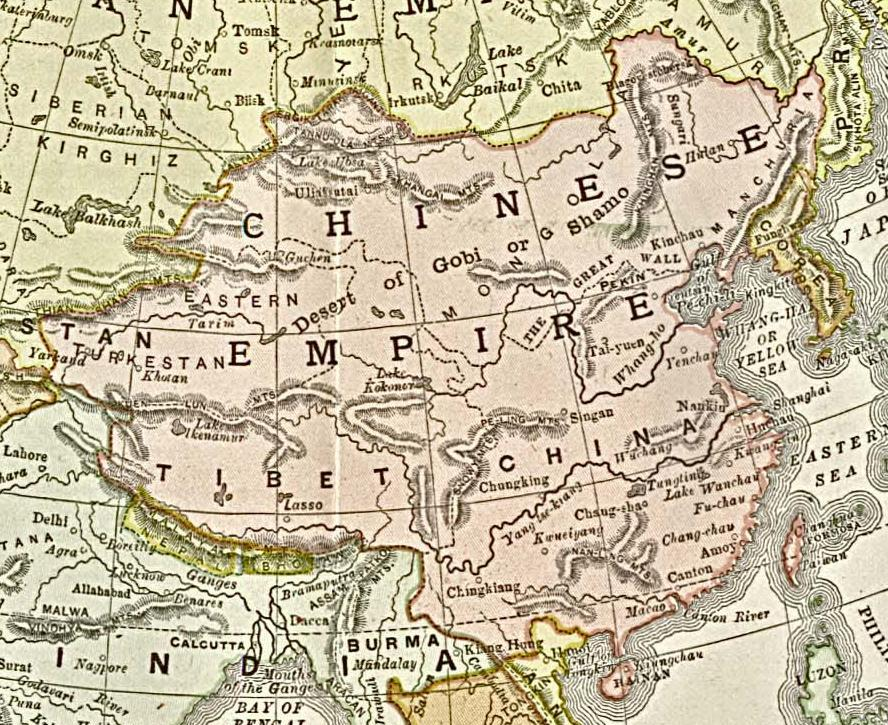
China de sub Manciu, în 1892

În ceea ce privește aceste regiuni exterioare, Qing a menținut un controlul imperial, împăratul acționând ca Han Mongol, patron al budismului tibetan și protector al musulmanilor. Cu toate acestea, politica Qing s-a schimbat odată cu stabilirea provinciei Xinjiang în 1884. In timpul perioadei Marelui Joc, profitând de Revolta Dungan, în nord-vestul Chinei, Yaqub Beg a invadat Xinjiang din Asia Centrală, cu sprijinul Imperiului Rus, și s-a făcut pe sine conducător al Regatului Kashgaria. Curtea Qing a trimis forțele armate pentru a-l învinge pe Yaqub Beg și Xinjiangul a fost recucerit, iar sistemul politic din China propriu-zisă a fost aplicat în mod oficial și în Xinjiang. 
Hanatul Kumul, care a fost încorporat în Imperiul Qing, ca un vasal, după ce a ajutat Qingul să-i învingă pe Zunghari în 1757, și-a menținut statutul de după transformarea Xinjiangului în provincie, până 1930.
La începutul secolului XX, Marea Britanie a trimis expediție armată în Tibet și tibetanii au fost forțati să semneze un tratat. Curtea Qing a răspuns prin afirmarea suveranității chineze asupra Tibetului, ce a rezult în convenția anglo-chineză din 1906, semnată între Marea Britanie și China. Britanicii au fost de acord să nu anexeze teritoriul tibetan sau de a interveni în administrarea Tibetului, în timp ce China s-a angajat să nu permită niciunui alt stat străin să invadeze teritoriul, sau să intervină în administrarea Tibetului.
În plus, similar cu Xinjiang, care a fost transformat în provincie mai înainte, guvernul Qing a împărțit Manciuria în trei provincii, la începutul sec. XX, oficial cunoscute sub numele de cele "trei provincii din nord-est ", și a stabilit un post de vicerege pentru a supraveghea aceste provincii, mărind numărul total de viceregi regionai la nouă.

### Armata

#### Începuturile și dezvoltarea timpurie

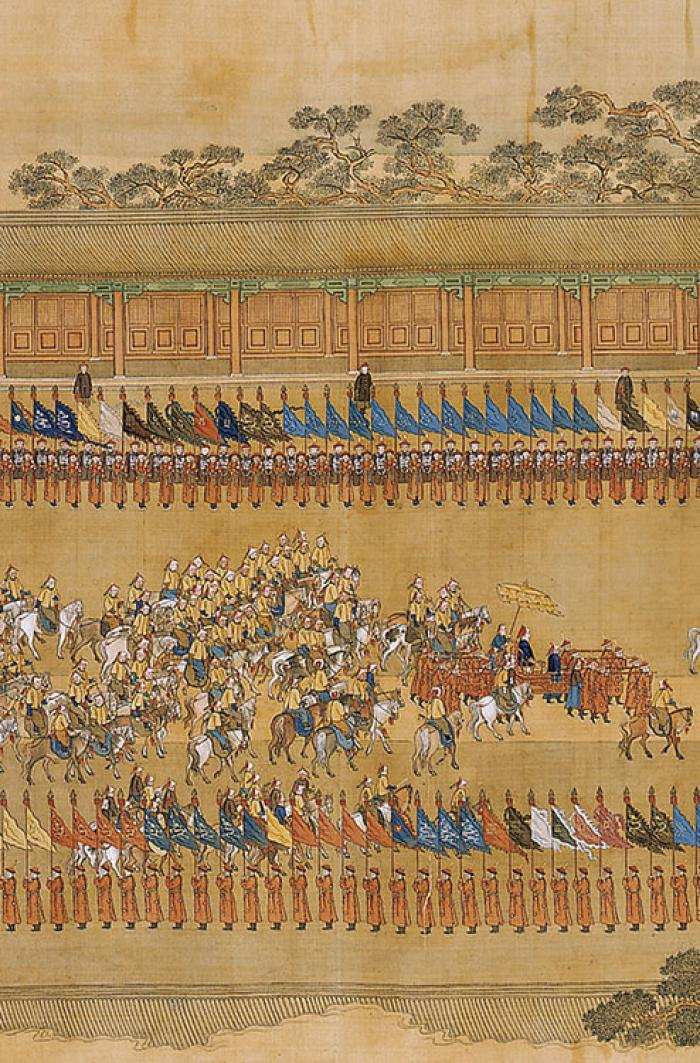
Turul sudic de inspecție al Împăratului Qianlong, Sulul 12: Întoarcerea la palat (detaliu), 1764—1770, de Xu Yang.

Dezvoltarea sistemului militar Qing poate fi împărțit în două perioade mari separate de Rebeliunea Taiping (1850-1864 ). La început armata Qingului a fost înrădăcinată în cele Opt Steaguri, dezvoltate prima dată de către de Nurhaci, ca o modalitate de a organiza societatea Jurchen, dincolo de afilieri clan mărunte. Au fost opt Steaguri în total, diferențiate prin culori. Steagurile în ordinea priorității lor, au fost , după cum urmează: galben, margini de culoare galbenă (de exemplu, steag galben cu chenar roșu), alb, roșu, margini albe, margini roșii, albastru, și margini albastre. Steagurile Galbene, cele cu marginea galben și alb au fost, colectiv, cunoscute sub numele de "Cele Trei Steaguri Superioare" ( chineză :上 三 旗; pinyin : Shang San Qi ), și au fost sub comanda directă a împăratului. Numai manciurienii aparținând Celor Trei Steaguri Superioare și chinezii han selectați, care au trecut cele mai înalte nivele ale examenelor de arte marțiale, erau calificați pentru a servi ca gărzi de corp personale ale împăratului. Celelalte Steaguri au fost cunoscute sub numele de "Cele Cinci Steaguri Inferioare" ( chineză :下 五 旗; pinyin : xià wǔ qí), și au fost comandate de către prinți manciurieni ereditari, descendenți ai rudelor apropiate ale lui Nurhachi, cunoscuți informal ca "Prinții Pălărie de Fier". Împreună formau Consiliul de Conducere al Națiunii Manciuriene, precum și înaltul comandament al armatei. 
Întrucât puterea Qingului s-a extins la nord de Marele Zid, în ultimii ani ai dinastiei Ming, sistemul de Steaguri a fost extins de către fiul și succesorul lui Nurhaci, Hong Taiji, pentru a include Steaguri mongole și han. După capturarea Beijingului în 1644 și întrucât manciurienii au câștigat rapid un control pe mari porțiuni din fostul teritoriu Ming, armatele Steagurilor, relativ reduse, s-au majorat mai mult datorită Armatei Stindardul Verde, care în cele din urmă a depășit numeric trupele Steagurilor cu trei la unu. 
Armata Stindardul Verde - numită așa după culoarea stindardului lor de luptă, a fost alcătuită din acele trupele Ming care s-au predat Qingului. Și-au menținut organizația lor din timpul erei Ming și au avut o conducere mixtă, formată din ofițeri din Steaguri și din Stindardul Verde. Trupele Steagurilor și Stindardul Verde au fost armatele permanente, plătite de către guvernul central. În plus, guvernatorii regionali de la provinciali până la nivelul de sat mențineau propriile miliții locale în calitate de „polițiști” și ajutor în caz de dezastre. Acestor miliții le erau acordate, de obicei, mici salarii anuale, ca pentru fracțiune de normă, din vistieriile regionale pentru obligațiile de serviciu. Ei primeau un instructaj militar foarte limitat, sau deloc și nu erau considerați ca fiind trupe combatante.

#### Pace și stagnare

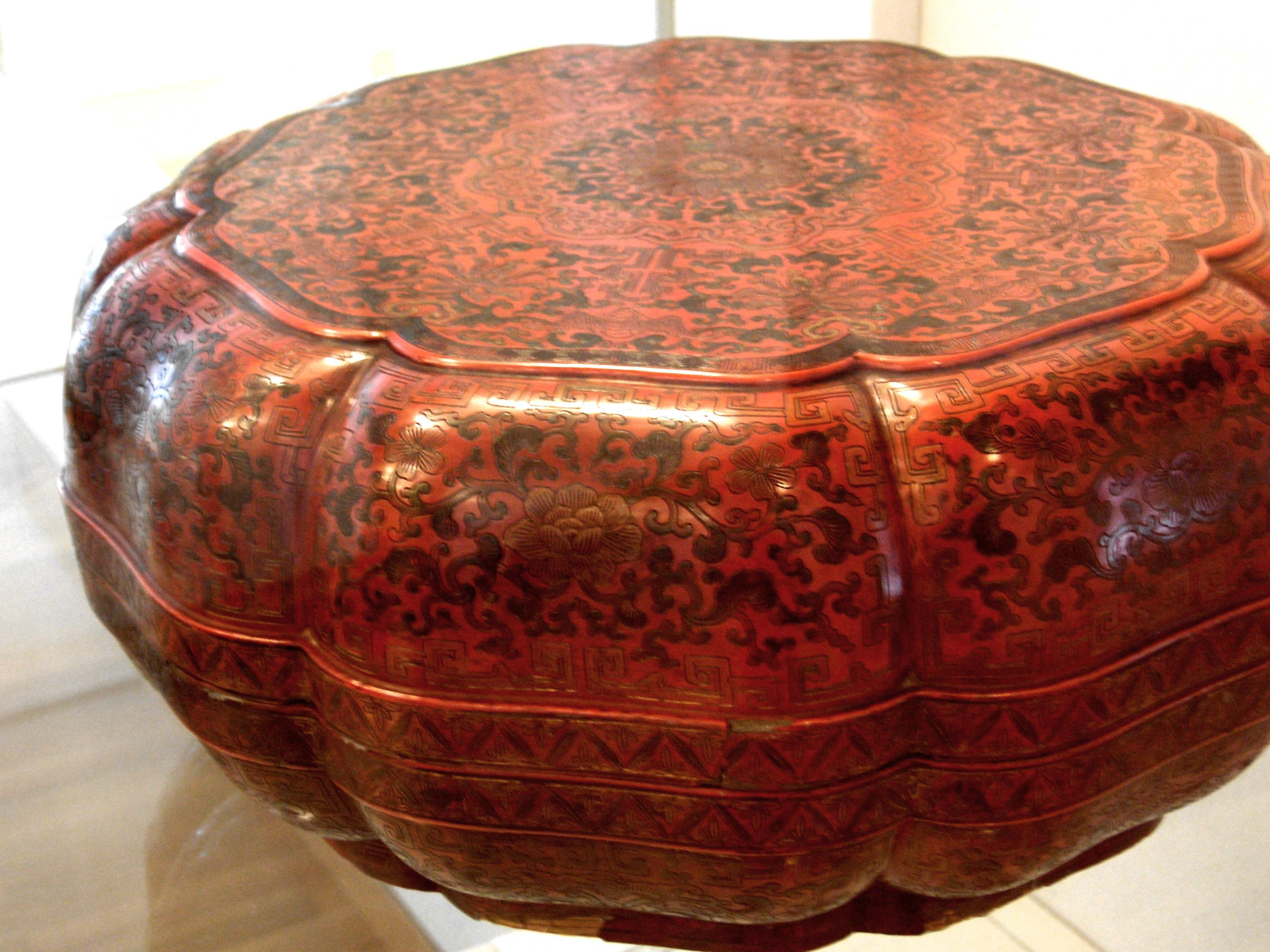
O cutie roșie lăcuită, din perioada dinastiei Qing.

Armatele Steagurilor au fost împărțite, în linii mari, dupa criterii etnice, și anume manciuriene și mongole. Deși trebuie subliniat că structura etnică a Steagurilor manciuriene era departe de a fi una omogenă, de moment ce includeau robi nemanciurieni, înregistrați, în conacele stăpânilor lor manciurieni. Pe măsură ce războiul cu dinastia Ming a progresat și populația chineză han sub dominația manciuriană a crescut, Hong Taiji a creat o ramură separată a Steagurilor pentru etnicii han, pentru a încorpora în aceasta, noua forță de muncă. Totuși, aceste steaguri han nu au fost considerate de către guvern ca fiind egale cu celelalte două ramuri, datorită adeziunii lor relativ târzie la obiectivul de cucerire al manciurienilor, precum și datorită originii etnice de chinezi han. Natura serviciului lor, în principal de infanterie, artilerie și geniști, a fost, de asemenea, străin tradițiilor, nomade, de luptă de cavalerie ale manciurienilor. Mai mult decât atât, după cucerire, funcțiile militare deservite de stegarii han au fost incluse în Armata Stindardul Verde. Steagurile han au încetat cu totul să existe după reformele de înregistrare a Steagurilor, a erei Yongzheng, care viza reducerea cheltuielilor imperiale.
Originile socio - militare ale sistemului de Steaguri însemna că populația din fiecare ramură și subdiviziune era ereditară și rigidă. Numai în situații speciale, consfințite de un edict imperial, au fost permise mișcări sociale între Steaguri. În schimb, Armata Stindardului Verde a fost inițial destinată să fie o forță profesionistă.

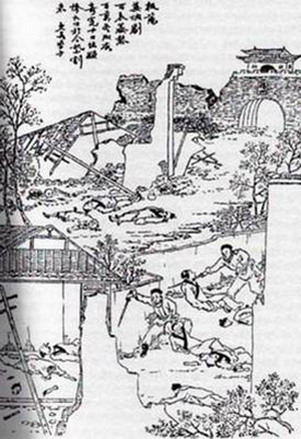
O xilogravură din perioada târzie Qing, reprezentând masacrul de la Yangzhou din mai 1645. La sfârșitul secolului al XIX-lea, masacrul a fost folosit de către revoluționarii anti-Qing pentru a trezi ura populației față de manciurieni.

După ce a învins rămășițele forțelor Ming, Steagurile manciuriene, armată de aproximativ 200.000 de trupe la acel moment, a fost împărțită în mod egal: jumătate a fost desemnată Armata Interzisă a celor Opt Steaguri (chineză :禁 旅 八旗; pinyin : jìnlǚ Baqi ) și a fost staționată în Beijing. Ea a servit atât ca garnizoană a capitalei, cât și ca forța de atac principală a guvernului Qing. Restul trupelor Steagurilor au fost distribuite pentru a păzi orașele cheie din China. Acestea au fost cunoscute sub numele de Armata Teritorială a celor Opt Steaguri (chineză simplificată :驻防 八旗, tradițională chineză :驻防 八旗; pinyin : zhùfáng Baqi ). 
Curtea manciuriană, perfect conștientă de propriul statut de minoritate, a consolidat o politică strictă de segregare rasială între manciurienii, mongolii și chinezi han de teama de a fi sinicizați de către aceștia din urmă. Această politică se aplica direct în garnizoanele Steagurilor, dintre care cele mai multe au ocupat o zonă separată, împrejmuită de ziduri, în orașele în care erau staționate. În orașele în care exista un spațiu limitat, cum ar fi în Qingzhou , s-a construit un nou oraș fortificat pentru a găzdui garnizoana Steagurilor și familiile lor. 
Beijing fiind scaunul imperial, regentul Dorgon a mutat cu forța toată populația chineză în suburbiile din sud, care au devenit cunoscute sub numele de „Cetatea Exterioară" (chineză :外 城; pinyin: wàichéng ). Cetatea de la nord, numită „Cetatea Interioară" ( chineză :内 城; pinyin : nèichéng) a fost alocată celor Opt Steaguri manciuriene rămase, fiecare responsabile de păzirea unei secțiuni a Cetății Interioare din jurul Palatului Imperial.
Politica de a plasa trupele Steagurilor ca garnizoane teritoriale nu a fost de a proteja, ci pentru a inspira venerație, populației subjugate, pe cu consecința pierderii îndeletnicirii lor de soldați de cavalerie. Ca urmare, după un secol de pace și lipsă de formare militară de teren, trupele Steagurilor manciuriene și-au deteriorat foarte mult vrednicia combatantă în luptă. În al doilea rând, înainte de cucerire, Steagurile manciuriene au fost o armată de "civili", iar membrii săi erau agricultori manciurienei și păstorii, obligați să furnizeze serviciul militar pentru stat, în timp de război. Decizia guvernului Qing de a transforma trupele Steagurilor într-o forță profesionistă, a cărei bunăstare și necesități să fie îndeplinite de către vistieria statului, a dus la bogăție și odată cu ea, la corupție, pentru păstrarea și înaintarea în grad și ținerea evidenței trupelor Steagurilor și a grăbit declinul său ca forță de luptă. Acest lucru a fost reflectat de o scădere similară și în Armata Stindardul Verde. Pe timp de pace, un soldat a devenit pur și simplu o sursă suplimentară de venit. Soldații și comandanții și-au neglijat formarea militară în urmărirea propriilor câștiguri economice. Corupția era agresivă întrucât comandanții de unități regionale cereau plăți salariale și aprovizionare în mod exagerat, fără acoperire, iar diferența și-o opreau pentru sine. În momentul în care Rebeliunea Taiping a izbucnit în 1850, curtea Qing a aflat tardiv că trupele Steagurilor și Stindardul Verde nu mai puteau opri rebeliuni interne și nici să țină invadatorii străini la distanță.

#### Tranziție și modernizare

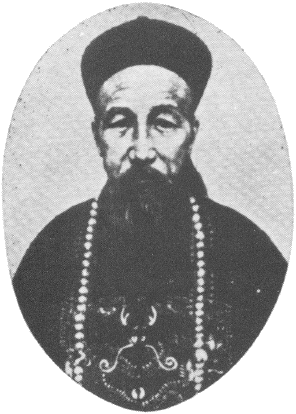
Generalul Zeng Guofan

Timpuriu, în timpul Rebeliunii Taiping, forțele Qing au suferit o serie de înfrângeri dezastruoase, culminând cu pierderea orașului - capitală regională - Nanjing în 1853. Rebelii au masacrat toată garnizoana manciuriană și familiilor lor și au stabilit orașul drept capitala lor. La scurt timp după aceea, o forță expediționară Taiping a pătruns spre nord, până în suburbiile Tianjinului, aproape de Beijing. În disperare de cauză, curtea Qing comandă unui mandarin, Zeng Guofan, să organizeze milițiile regionale și sătești într-o armată permanentă numită „tuanlian” pentru a contracara rebeliunea. Strategia lui Zeng Guofan a fost să se bazeze pe mică nobilime locală (gentry), pentru a forma un nou tip de organizare militară, din aceste provincii pe care rebelii Taiping le amenințase în mod direct. Această nouă forță a devenit cunoscută sub numele de Armata Xiang, numită după regiunea Hunan, unde a fost formată. Armata Xiang a fost un hibrid de miliții locale și o armată permanentă. Acesta a primit o de formare militară profesionistă, dar a fost finanțată din vistieria regională și fondurile pe care comandanții săi - majoritatea membri bogați ai micii nobilimi chineze - puteau să le strângă. Armata Xiang și succesoarea acesteia, armata Huai, creată de către colegul și discipolul lui Zeng Guofan, Li Hongzhang, au fost numite în mod colectiv "Yong Ying" (Tabăra Vitează).
Zeng Guofan nu a avut nicio experiență militară înainte de formarea și comandarea Armatei Xiang. Fiind un Mandarin cu o educație clasică, modelul său pentru Armata Xiang a fost luat dintr-o sursă istorică - generalul Ming, Qi Jiguang, care, din cauza debilității trupelor Ming, a decis să își formeze propria armată „privată’’, pentru a respinge raidurile piraților japonezi, la mijlocul secolului XVI. Doctrina Qi Jiguang a fost bazată pe ideile neo-confucianiste de atașare a loialității trupelor față de superiorii lor imediați și față de regiunile în care au fost formate. Acest lucru a dat inițial trupelor o bună morală de grup. Armata lui Qi Jiguang a fost o soluție ad-hoc la problema specifică de combatere a piraților, așa cum a fost intenția inițială a lui Zeng Guofan pentru Armata Xiang, care a fost ridicată pentru eradicarea rebelilor Taiping. Cu toate acestea, circumstanțele au condus la Sistemul Yongying, ce a deveni o instituție permanentă în armata Qing, care pe termen lung a creat probleme pentru guvernul central asediat.

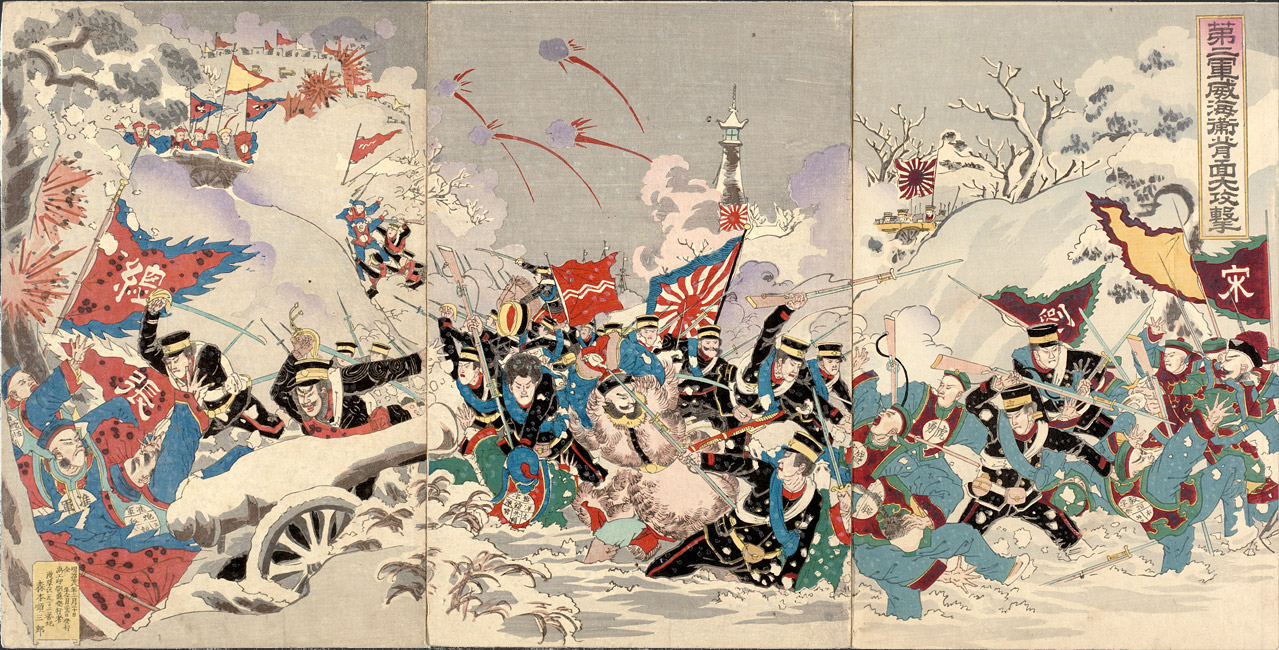
Între 1894–1895, forțele armate Qing au fost înfrânte în lupta pentru influență în Peninsula Coreeană, de către trupele japoneze

În primul rând, sistemul de Yongying a semnalat sfârșitul poziției dominante a manciurienilor în sistemul militar Qing. În timp ce armatele Steagurilor și Stingardul Verde erau o ruina, epuizând resursele, Armata Yongying a devenit forța de primă linie a guvernului Qing. În al doilea rând, trupele Yongying au fost finanțate din resursele provinciale și au fost conduse de comandanți regionali. Această descentralizare a puterii a slăbit controlul guvernului central asupra întregului teritoriul al țării, o slăbiciune agravată și mai mult de puterile care se luptau pentru a stabili teritorii autonome coloniale în diferite părți ale Imperiului Qing, în a doua jumătate a secolului al XIX-lea. În ciuda acestor efecte negative, măsura a fost considerată necesară, deoarece venituri fiscale din provinciile ocupate și amenințate de către rebeli, nu mai ajungeau la guvernul central tot mai falimentar. În cele din urmă, natura structurii de comandă Yongying a favorizat nepotismul și favoritismul în rândul comandanților săi, care, așa cum au urcat rândurile birocratice, au dus la colapsul Qingului și izbucnirea militarismului regional în China, în prima jumătate a secolului XIX.

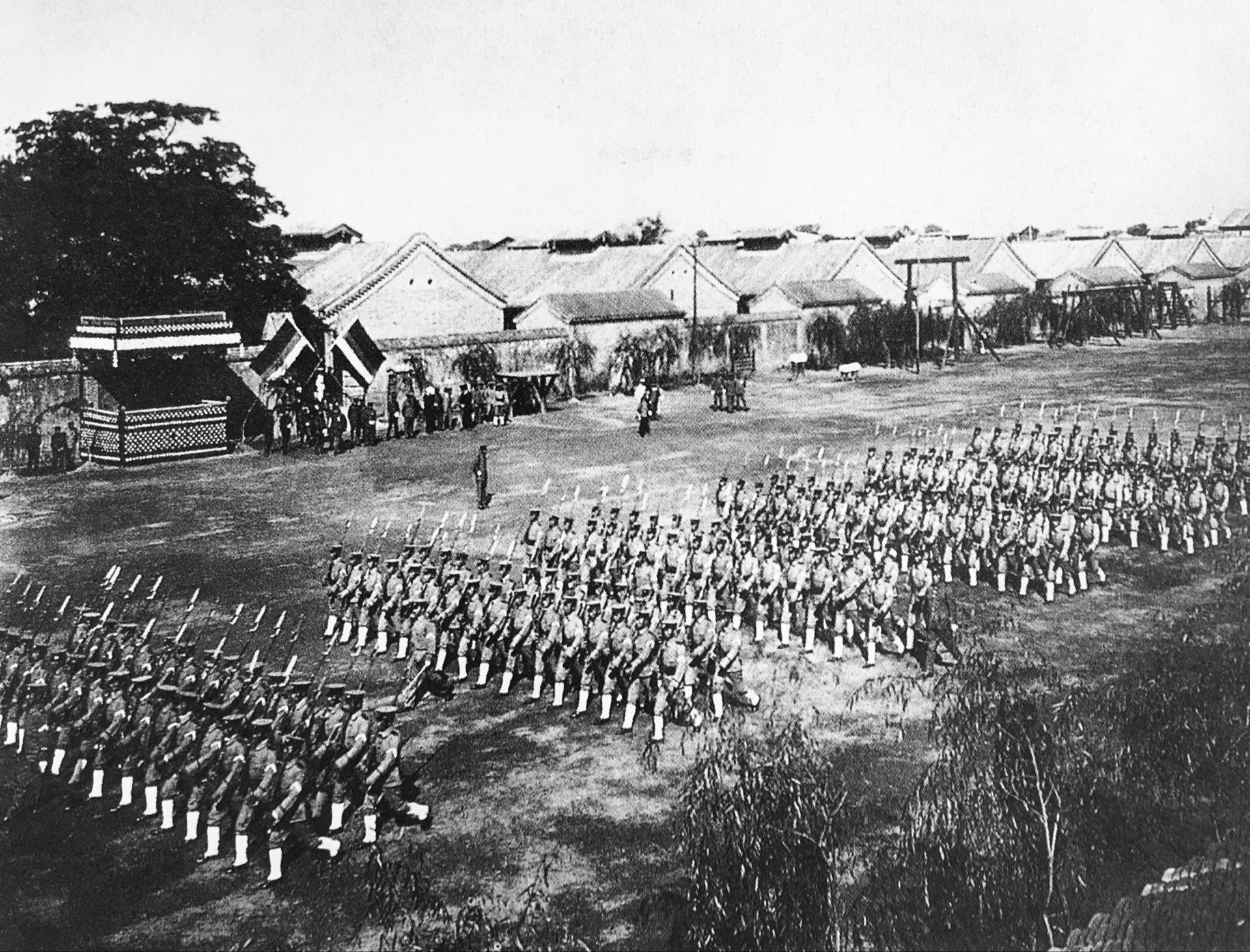
Armata Beiyang antrenându-se.

De la sfârșitul secolului al XIX-lea, China a decăzut rapid într-o stare de semi-colonie. Chiar și elementele cele mai conservatoare din cadrul curții Qing nu au mai putut ignora slăbiciunea militară a Chinei, în contrast cu " barbarii" străini de la frontierele dinastiei. În 1860, în timpul celui de-al doilea război al Opiuului, capitala Beijing a fost capturată și Palatul de Vara distrus, de o forță de coaliție anglo-franceză, relativ mică, de 25.000 de trupe. Deși chinezii au inventat praful de pușcă, și armele de foc au fost în uz continuu în războiul chinez, încă de pe vremea dinastiei Song, apariția de arme moderne, ca rezultat al Revoluției Industriale Europene, a făcut din China o forță învechită, cu echipamente, metode de instruite tradiționale, o armată și marină depășită. Guvernul a încercat o modernizare în timpul Mișcării de auto-Consolidarea au dar fără să producă rezultate durabile. Au fost diferite motive pentru eșecul aparent de modernizare, din perioada târzie Qing, precum: lipsa de fonduri, lipsa de voință politică și reticența la îndepărtarea de tradiție. Însă motivele rămân disputate.
Pierderea Primului Război chino-japonez dintre 1894-1895 a fost un moment de cotitură pentru guvernul Qing. Japonia, o țară considerată mult timp, de către chinezi, ca puțin mai mult decât o națiune parvenită de piraț, și-a învins în mod convingător vecinul său mai mare și în acest proces a anihilat mândria și bucuria guvernului Qing - Flota modernizată Beiyang, considerată atunci ca fiind cea mai puternică forță navală din Asia. În acest fel, Japonia a devenit prima țară din Asia care se alătura clubului exclusivist occidental, al puterilor coloniale. Înfrângerea a fost o trezire la realitate pentru curtea Qing, mai ales că această victorie a avut loc la doar trei decenii de la Restaurația Meiji, ce a pus o Japonie feudală, pe cale concurării cu națiunile occidentale în realizările lor economice și tehnologice. În cele din urmă, în decembrie 1894, guvernul Qing a luat măsuri concrete pentru reformarea instituțiilor militare și re-instruirea trupelor armate cu instructaje, tactici și arme occidentale. Aceste unități au fost numite colectiv Noua Armată. Cea mai de succes dintre acestea a fost Armata Beiyang, sub supravegherea generală și controlul unui fost comandant al Armatei Huai, generalul Yuan Shikai, care s-a folosit de poziția sa pentru a deveni președinte al Republicii China și în cele din urmă s-a auto-intitulat împărat al Chinei (pentru trei luni), însă nefiind recunoscut de către societate și considerat nelegitim.

## Societatea
Faptul cel mai semnificativ al istoriei sociale timpurie și la mijlocul perioadei Qing, a fost creștere populației. Populația s-a dublat în timpul secolului al XVIII-lea. Oamenii din această perioadă au fost, de asemenea, într-o remarcabilă mișcare. Există indicii care sugerează că populația imperiului, fiind într-o rapidă extindere, era într-o migrare geografica la o scară, care, sub aspectul volumului și naturii prelungite, a fost fără precedent în istoria Chinei. Într-adevăr, guvernul Qing a făcut mult mai mult pentru a încuraja mobilitatea decât s-o descurajeze. Migrația a luat mai multe forme diferite, deși ar putea fi împărțită în două varietăți: migrația permanentă pentru relocare și relocarea concepută de către grupuri de oameni (teoretic, cel puțin), ca un sejur temporar. Grupurile din urmă ar include forța de muncă a imperiului, din în ce mai mare și mai mobilă, precum și diaspora internă. Aceasta ar include, de asemenea, emigrarea cetățenilor Qing în afara granitelor, în mare parte în Asia de Sud-Est, în căutarea activităților de comerț și a altor oportunități economice.
Conform statutului, societatea Qing a fost împărțită clase sociale rigide. Acestea pot fi împărțite în cinci categorii. În afară de la clasa socială a funcționarilor, mica nobilime, și Erudiții-Funcționari. A existat și o împărțire între chinezii de rând: oamenii obișnuiți și persoanele cu statut inferior. Aceștia au fost împărțiți în două categorii: oamenii "de rând" buni și oameni josnici. Cea mai mare parte a populației a aparținut primei categorii și a fost descrisă ca „Liangmin”, un termen legal care înseamnă „oameni buni”, spre deosebire de ceea ce înseamnă „Jianmin”, adică infam (au josnic). Legea Qing a afirmat în mod explicit că cele patru grupuri profesionale tradiționale, învățații, agricultorii, meșteșugarii și negustorii erau "buni", sau având un statut de oameni obișnuiți. Pe de altă parte, sclavii sau slujitorii, animatorii (inclusiv prostituatele și actorii) și acei angajați guvernamentali, funcționarii de rang neimportant, au fost "oameni josnici". Oamenii infami erau considerați inferiori din punct de vedere legal și au suferit tratamente inegale, fiindu-le interzis să ia parte la Examinarea Imperială.

## Economia

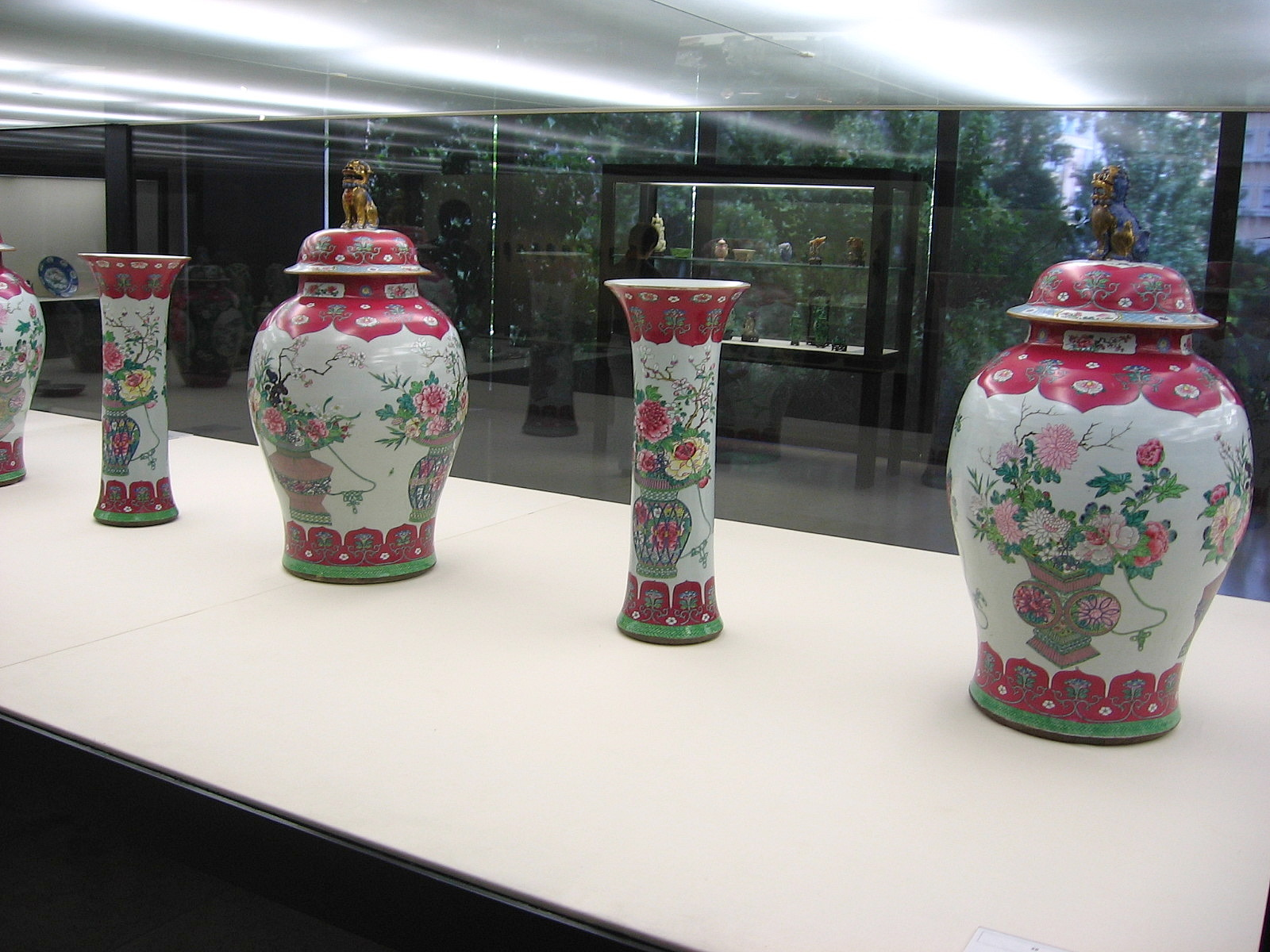
Vaze din timpul Dinastiei Qing, expuse în Muzeul "Calouste Gulbenkian" din Lisabona (Portugalia)

Până la sfârșitul secolului al XVII-lea, economia chineză și-a revenit de la devastarea provocată de războaiele ce au dus la dispariția dinastiei Ming, și ruperea ordinii sociale ce a rezultat. În secolul următor, piețele au continuat să se extindă la fel ca în perioada Ming târzie, dar cu mai multe schimburi comerciale între regiuni, o dependență mai mare de piețele externe și o populație tot mai numeroasă. 

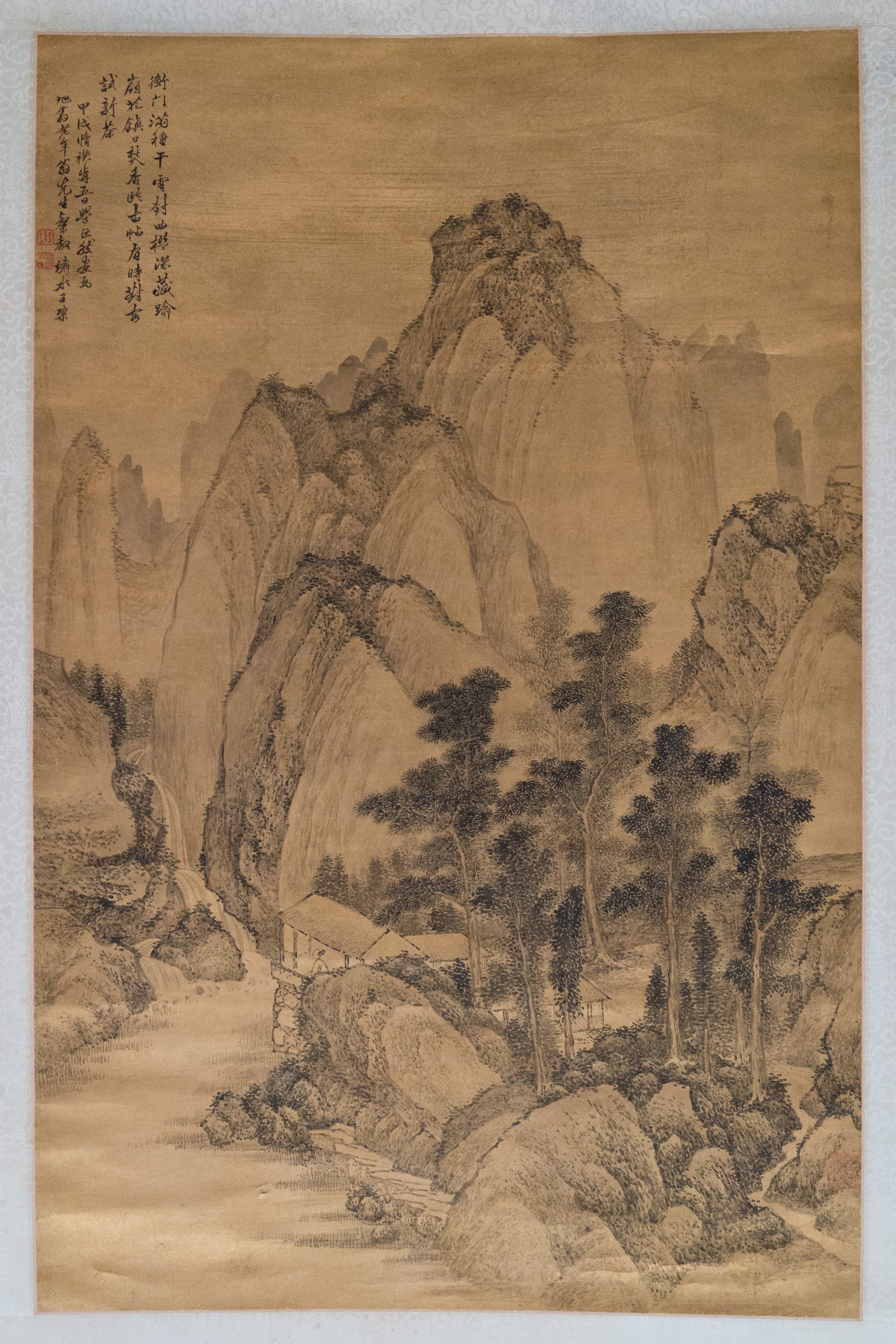
Peisaj de Wang Gai, 1694

După redeschiderea coastei de sud-est, care fost închisă în secolul al XVI-lea, comerțul exterior a fost repede restabilit, și s-a extins cu 4% pe an de-a lungul a celei de-a doua jumătăți a secolului al XVIII-lea. China a continuat să exporte ceai, mătase și produse fabricate, creând o balanță comercială favorabilă, mare, cu Occidentul. Afluxul de argint rezultat a extins oferta de bani, facilitând dezvoltarea piețelor competitive și stabile.
Guvernul a extins proprietatea asupra terenului, de reîmproprietărire – cu terenurile care au fost vândute la marii proprietari de terenuri, în perioada Ming târzie – a familiilor aflate în imposibilitatea de a plăti impozitul pe teren. Pentru a oferi oamenilor mai multe stimulente pentru a întreprinde activități comerciale, guvernul a redus povara fiscală, în comparație cu perioada Ming târzie, și a înlocuit sistemul de corvoadă cu un impozit pe angajat, pentru a angaja muncitori. Administrarea Marelui Canal a fost făcută mai eficientă, și s-a permis utilizarea sa de către comercianții privați. Un sistem de monitorizare a prețurilor la cereale a eliminat lipsurile grave și a permis ca prețul orezului să crească încet și ușor, în decursul secolului al XVIII-lea. Prudenți la puterea negustorilor bogați, conducătorii Qing au limitat licențele lor de tranzacționare și, de obicei, le-au refuzat permisiunea de a deschide noi mine, excepție făcând zonele sărace . Aceste restricții, privind explorarea resurselor interne, precum și asupra comerțului exterior, sunt argumentate de unii cercetători, ca o cauză a Marii Divergențe, prin care lumea occidentală a depășit China din punct de vedere economic.
Până la sfârșitul secolului al XVIII-lea populația a crescut la 300 de milioane, de la aproximativ 150 de milioane în perioada târzie a dinastiei Ming. Creșterea dramatică a populației s-a datorat mai multor factori, inclusiv perioada de pace și stabilitate din secolul al XVIII-lea și importul de noi culturi agrare, provenite din Lumea Nouă, inclusiv arahide , cartofi dulci și porumb. Noile specii de orez din Asia de Sud-Est au condus la o creștere uriașă de producție. Breslele comerciale s-au înmulțit în toate orașele din China dobândind de multe ori o mare influență socială și chiar politică. Comercianții bogați cu conexiuni guvernamentale au construit averi uriașe și au patronat literatura, teatrul și artele. Producția de textile și obiecte de artizanat a luat avânt.

## Arta și cultura
Sub Qing, formele tradiționale de artă au înflorit și inovații au fost făcute la mai multe niveluri și în mai multe feluri. Nivelurile ridicate de alfabetizare, a industriei de succes de editare, orașe prospere, și accentul confucianist cu privire la educare, au alimentat un set vioi și creativ de domenii culturale.
Împărații manciurieni au fost, în general, susținători ai poezie și de multe ori iscusiți în pictură și au oferit patronajul lor culturii confucianiste. Împăratul Kangxi și Împăratul Qianlong, de exemplu, au îmbrățișat tradițiile chineze, pentru a le dirija și de ale proclama propria lor legitimitate. Împăratul Kangxi sponsorizat „Peiwen Yunfu, un dicționar de rime, publicat în 1711, iar Dicționarul Kangxi, publicat în 1716, rămâne până zi o referință de prestigiu. Împăratul Qianlong a sponsorizat cea mai mare colecție de scrieri din istoria Chinei „Siku Quanshu”, finalizată în 1782. Pictorii de la curte au făcut noi reproduceri ale capodoperelor lui Zhang Zeduan, din timpul dinastiei Song, „Priveliștea de pe cele două maluri din ziua Qingming” a cărui descriere a unui tărâm prosper și fericit a demonstrat bunăvoința împăratului. Împărații au întreprins turnee în sud și au comandat suluri monumentale pentru a descrie grandoarea momentului. Patronajul Imperial a încurajat, de asemenea, producția industrială de ceramică și porțelan pentru de export.
Cu toate acestea, lucrările estetice cele mai impresionante s-au făcut între erudiți și elita urbană. Caligrafia și pictura au rămas un interes central, comun, pentru pictorii de la curte și Erudiții-Funcționari care considerau cele „Patru Arte” ca parte a identității lor culturale și a statutului social. Pictura din primii ani ai dinastiei a inclus pictori precum conservatorii „Cei patru Wang” (Wang Shimin (1592-1680), Wang Jian (1598-1677), Wang Hui (1632-1717), Wang Yuanqi (1642-1715)), și individualiștii Bada Shanren (1626-1705) și Shitao ( 1641-1707 ). Secolul al XIX-lea a văzut inovații, cum ar fi școala Shanghai și Școala Lingnan care a folosit abilitățile tehnice tradiționale pentru a pava calea către pictura modernă.
Literatura de specialitate a crescut pe noi culmi în perioada Qing. Poezia a continuat să fie un semn al unui gentleman cult, dar și femeile au continuat să compună în număr tot mai mare și poeții au provenit din toate păturile sociale. Pu Songling a dus nuvela la un nou nivel în „Ciudatele întâmplări din iatacul desfătării”, publicate la mijlocul secolului al XVIII-lea, și Shen Fu a demonstrat farmecul memoriului informal în „Șase capitole ale unei vieți flotante”, scrise la începutul secolului al XIX-lea, dar a publicate abia în 1877. Arta romanului a atins punctul maxim în „Visul din pavilionul roșu” de Cao Xueqin, dar combinația de comentarii sociale și de înțelegere psihologică s-a repetat în romane de înaltă calificare, cum ar fi „Erudiții” (1750) de Wu Jingzi și „Flori în Oglindă” ( 1827 ) de Li Ruzhen.
În teatru, opera Kunqu a lui Kong Shangren, „Evantaiul floare de piersic”, finalizată în 1699, portretiza căderea tragică a dinastiei Ming, în termeni romantici. Forma cea mai prestigioasă a devenit așa-numita Operă Beijing, deși operele locale și folk au fost, de asemenea, foarte populare.
Bucătăria a stârnit o mândrie culturală prin bogăția acumulată într-un trecut lung și variat. Gurmanzii, cum ar fi Yuan Mei, au aplicat standardele estetice în arta de a găti, mânca și aprecierea ceaiului, într-un moment în care culturile agricole din Lumea Nouă și a produselor, au intrat în viața de zi cu zi a oamenilor. „Sărbătoarea imperială manciuriană han” provenea de la curtea imperială. Deși acest banchet, nu a fost, probabil, niciodată obișnuit, dar a reflectat o apreciere de către chinezii han a obiceiurilor culinare ale manciurienilor.
Până la sfârșitul secolului al XIX-lea, toate elementele vieții artistice și culturale naționale au avut parte de recunoaștere și o acceptare din partea culturii mondiale, așa cum se regăsește în Occident și Japonia. Dacă să rămână în vechile forme sau sa adopte tiparele occidentale a fost acum o alegere conștientă, mai degrabă decât o acceptare necontestată a tradiției. Oamenii de știință instruiți în mod clasic confucianist, cum ar fi Liang Qichao și Wang Guowei au pregătit terenul pentru Noua Mișcarea Culturală, o încercare de crearea a unei noi culturii chineze, bazate pe standardele internaționale și occidentale, în special democrație și știință.